# Liste der Biografien/Hir
Liste der Biografien |
Portal Biografien |
Personensuche
# |
A |
B |
C |
D |
E |
F |
G |
H |
I |
J |
K |
L |
M |
N |
O |
P |
Q |
R |
S |
T |
U |
V |
W |
X |
Y |
Z |
?
 
Ha |
Hd |
He |
Hi |
Hj |
Hk |
Hl |
Hm |
Hn |
Ho |
Hr |
Hs |
Ht |
Hu |
Hv |
Hw |
Hy
 
Hia |
Hib |
Hic |
Hid |
Hie |
Hif |
Hig |
Hih |
Hii |
Hij |
Hik |
Hil |
Him |
Hin |
Hio |
Hip |
Hir |
His |
Hit |
Hiv |
Hiw |
Hix |
Hiy |
Hiz
Die Liste der Biografien führt alle Personen auf, die in der deutschsprachigen Wikipedia einen Artikel haben. Dieses ist eine Teilliste mit 981 Einträgen von Personen, deren Namen mit den Buchstaben „Hir“ beginnt.

## Hir

### Hira
- Hira, Shūto (* 1994), japanischer Fußballspieler
- Hirabayashi, Hatsunosuke (1892–1931), japanischer Schriftsteller und Literaturkritiker
- Hirabayashi, Kiyohiro (* 1984), japanischer Fußballspieler
- Hirabayashi, Makiko (* 1966), japanische Jazz- und Weltmusik-Pianistin
- Hirabayashi, Taiko (1905–1972), japanische Schriftstellerin
- Hirabayashi, Toshio, japanischer Fußballspieler
- Hirachi, Kengo (* 1964), japanischer Mathematiker
- Hirafuku, Hyakusui (1877–1933), japanischer Maler
- Hiraga, Gennai (1728–1780), japanischer Gelehrter, Erfinder und Schriftsteller
- Hiraga, Martin Tetsuo (* 1945), japanischer Geistlicher und römisch-katholischer Bischof von Sendai
- Hiraga, Motoyoshi (1800–1866), japanischer Waka-Poet und Kalligraph
- Hiraga, Nico (* 1997), US-amerikanischer Schauspieler
- Hiraga, Sora (* 2005), japanischer Fußballspieler
- Hiraga, Yoshikatsu (* 1997), japanischer Fußballspieler
- Hiraga, Yuzuru (1878–1943), japanischer Schiffbauingenieur, Vizeadmiral und Universitätsprofessor
- Hirahara, Art (* 1971), US-amerikanischer Jazzmusiker (Piano, Komposition)
- Hirahara, Makoto (1952–2021), japanischer Jazzmusiker (Saxophon)
- Hirahara, Naomi (* 1962), amerikanische Schriftstellerin
- Hirahara, Ryuki (* 2003), japanischer Fußballspieler
- Hirai, Baisen (1889–1969), japanischer Maler der Nihonga-Richtung
- Hirai, Kazuo (* 1960), japanischer ManagerKazuo Hirai (* 1960)
- Hirai, Ken (* 1972), japanischer R&B und J-Pop Sänger

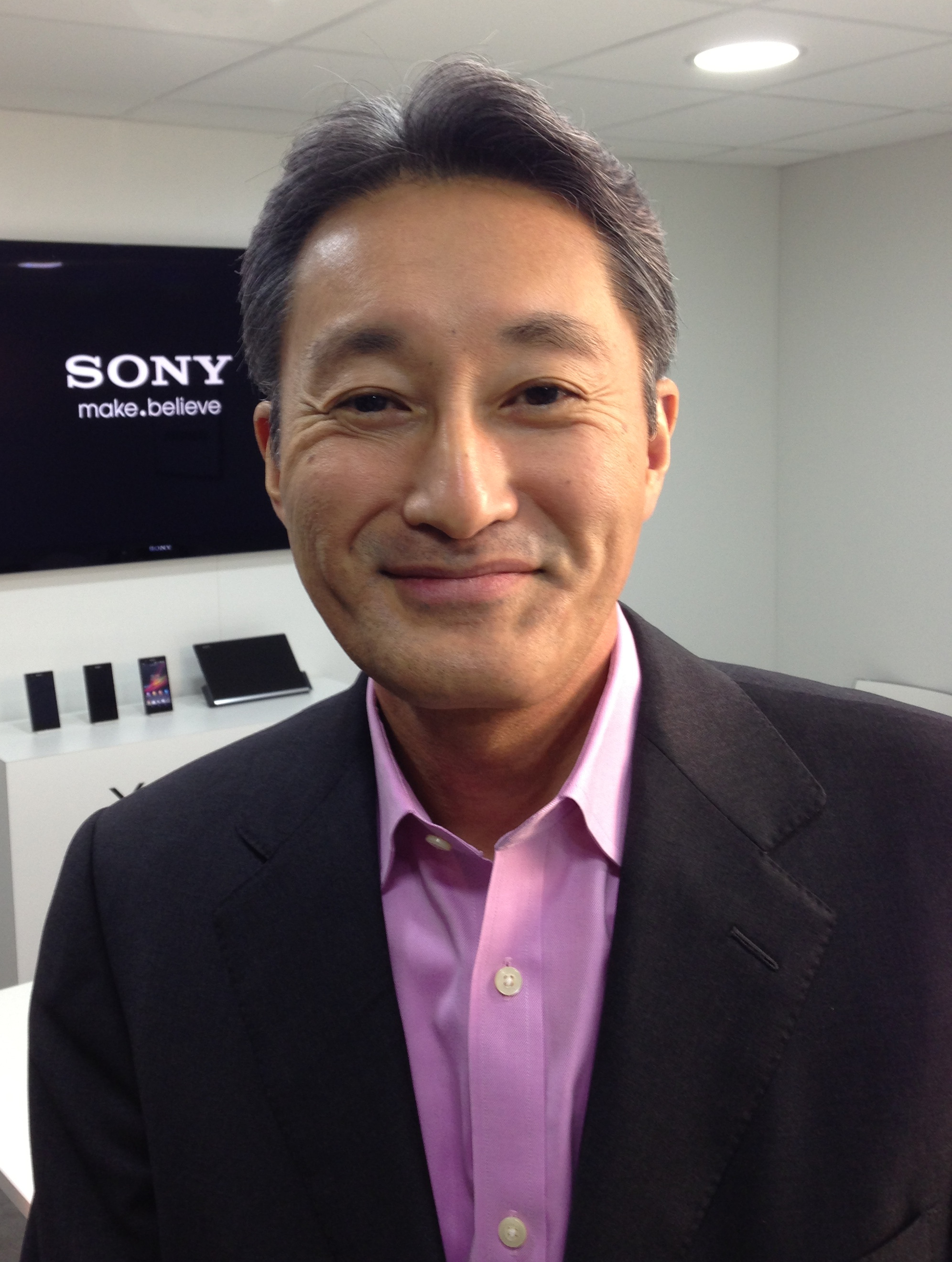
Kazuo Hirai (* 1960)

- Hirai, Minoru (1903–1998), japanischer Kampfkunstsportler, Begründer des Kōrindō-Aikidō
- Hirai, Naohito (* 1978), japanischer Fußballspieler
- Hirai, Shinji (* 1961), japanischer Politiker
- Hirai, Shintarō (* 1984), japanischer Fußballspieler
- Hirai, Shōki (* 1987), japanischer Fußballspieler
- Hirai, Takuya (* 1958), japanischer Politiker
- Hirai, Tarō (1905–1973), japanischer Politiker
- Hirai, Yasutarō (1896–1970), japanischer Wirtschaftswissenschaftler
- Hiraide, Ryō (* 1991), japanischer Fußballspieler
- Hiraide, Takashi (* 1950), japanischer Schriftsteller
- Hiraishi, Kenta (* 1985), japanischer Fußballspieler
- Hiraishi, Naoto (* 1992), japanischer Fußballspieler
- Hiraiwa, Chikayoshi (1542–1612), japanischer Daimyo
- Hiraiwa, Gaishi (1914–2007), japanischer Finanzmanager und Unternehmer
- Hiraiwa, Yumie (1932–2023), japanische Schriftstellerin und Drehbuchautorin
- Hirajima, Takashi (* 1982), japanischer Fußballspieler
- Hiraka, Yurina (* 1991), japanische Weitspringerin
- Hirakawa, Genki (* 1996), japanischer Fußballspieler
- Hirakawa, Hiroshi (* 1965), japanischer Fußballspieler
- Hirakawa, Rei (* 2000), japanischer Fußballspieler
- Hirakawa, Ryō (* 1994), japanischer AutomobilrennfahrerRyō Hirakawa (* 1994)

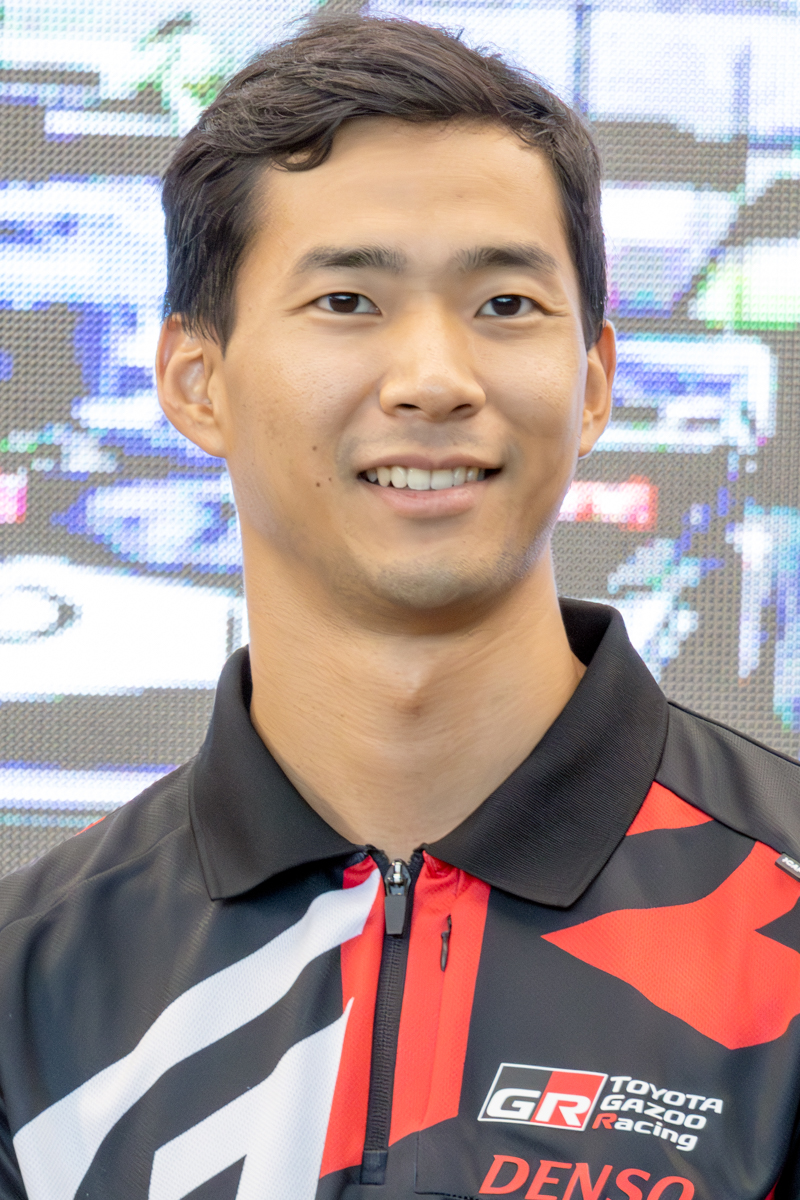
Ryō Hirakawa (* 1994)

- Hirakawa, Shigeko (* 1953), japanische Künstlerin
- Hirakawa, Tadaaki (* 1979), japanischer Fußballspieler
- Hirakawa, Takuto (* 2003), japanischer Fußballspieler
- Hirakawa, Toshio (1924–2006), japanischer Nihonga-Maler
- Hirakawa, Yū (* 2001), japanischer Fußballspieler
- Hiraki, Kokona (* 2008), japanische Skateboarderin
- Hiraki, Rika (* 1971), japanische Tennisspielerin
- Hiraki, Ryūzō (1931–2009), japanischer Fußballspieler und -trainer
- Hiraki, Yoshiki (* 1986), japanischer Fußballspieler
- Hirako, Hiroki (* 1982), japanischer Eisschnellläufer
- Hirakubo, Masahiro, britischer Filmeditor
- Hirakushi, Denchū (1872–1979), japanischer Maler
- Ḥīrām, antiker phönizischer Bronzegießer
- Hiram I. (999 v. Chr.–935 v. Chr.), phönizischer König
- Hiram, Barak (* 1979), israelischer General
- Hiram, Rick (* 1965), nauruischer Leichtathlet und Australian-Football-Spieler
- Hirama, Naomichi (* 1987), japanischer Fußballspieler
- Hirama, Tomokazu (* 1977), japanischer Fußballspieler
- Hiramatsu, Daishi (* 1983), japanischer Fußballspieler
- Hiramatsu, Kōhei (* 1980), japanischer Fußballspieler
- Hiramatsu, Kunio (* 1948), japanischer Politiker und Bürgermeister von Osaka
- Hiramatsu, Ryōtarō (* 1996), japanischer Fußballspieler
- Hiramatsu, Shō (* 1998), japanischer Fußballspieler
- Hiramatsu, Shū (* 1992), japanischer Fußballspieler
- Hiramatsu, Wataru (* 2000), japanischer Fußballspieler
- Hiramatsu, Yasuki (1926–2012), japanischer Schmuckkünstler und Hochschullehrer
- Hiramoto, Kazuki (* 1981), japanischer Fußballspieler
- Hiramoto, Taisuke (* 1974), japanischer Fußballspieler
- Hiranaka, Akinobu (* 1963), japanischer Boxer
- Hirani, Kishan (* 1992), walisischer Snookerspieler
- Hirani, Rajkumar (* 1962), indischer Filmregisseur, Drehbuchautor und Filmeditor
- Hirano, Aya (* 1987), japanische Synchronsprecherin (Seiyū) und J-Pop-Sängerin
- Hirano, Ayumu (* 1998), japanischer Snowboarder und Skateboarder
- Hirano, Fumi (* 1955), japanische Synchronsprecherin (Seiyū) und J-Pop-Sängerin
- Hirano, Hakuhō (1879–1957), japanischer Maler und GrafikerHirano Hakuhō (1879–1957)

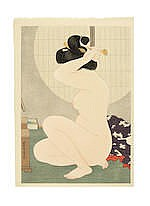
Hirano Hakuhō (1879–1957)

- Hirano, Hirofumi (* 1949), japanischer Politiker
- Hirano, Kai (* 1987), japanischer Fußballspieler
- Hirano, Kaishu (* 2002), japanischer Snowboarder
- Hirano, Keiichirō (* 1975), japanischer Schriftsteller
- Hirano, Ken (1907–1978), japanischer Schriftsteller und Literaturkritiker
- Hirano, Kōta (* 1973), japanischer Manga-Zeichner
- Hirano, Kuniomi (1828–1864), japanischer prokaiserlicher Aktivist
- Hirano, Miu (* 2000), japanische Tischtennisspielerin
- Hirano, Mutsuo (* 1952), japanischer Künstler
- Hirano, Ruka (* 2002), japanischer Snowboarder
- Hirano, Sayaka (* 1985), japanische Tischtennisspielerin
- Hirano, Takashi (* 1974), japanischer Fußballspieler
- Hirano, Tatsuo (* 1954), japanischer Politiker
- Hirano, Toshiki (* 1956), japanischer Animeregisseur, Animezeichner und Charakter-Designer
- Hirano, Toshio (* 1947), japanischer Immunologe
- Hirano, Yasushi (* 1977), japanischer Opernsänger der Stimmlage Bassbariton
- Hirano, Yoshihisa (* 1984), japanischer Baseballspieler
- Hirano, Yoshitarō (1897–1980), japanischer Marxist
- Hirano, Yozo (* 1985), japanischer Filmproduzent und Weltraumtourist
- Hirano, Yūichi (* 1996), japanischer Fußballspieler
- Hirano, Yuka (* 1997), japanische Fußballspielerin
- Hirano, Yūshirō (* 1995), japanischer EishockeyspielerYūshirō Hirano (* 1995)

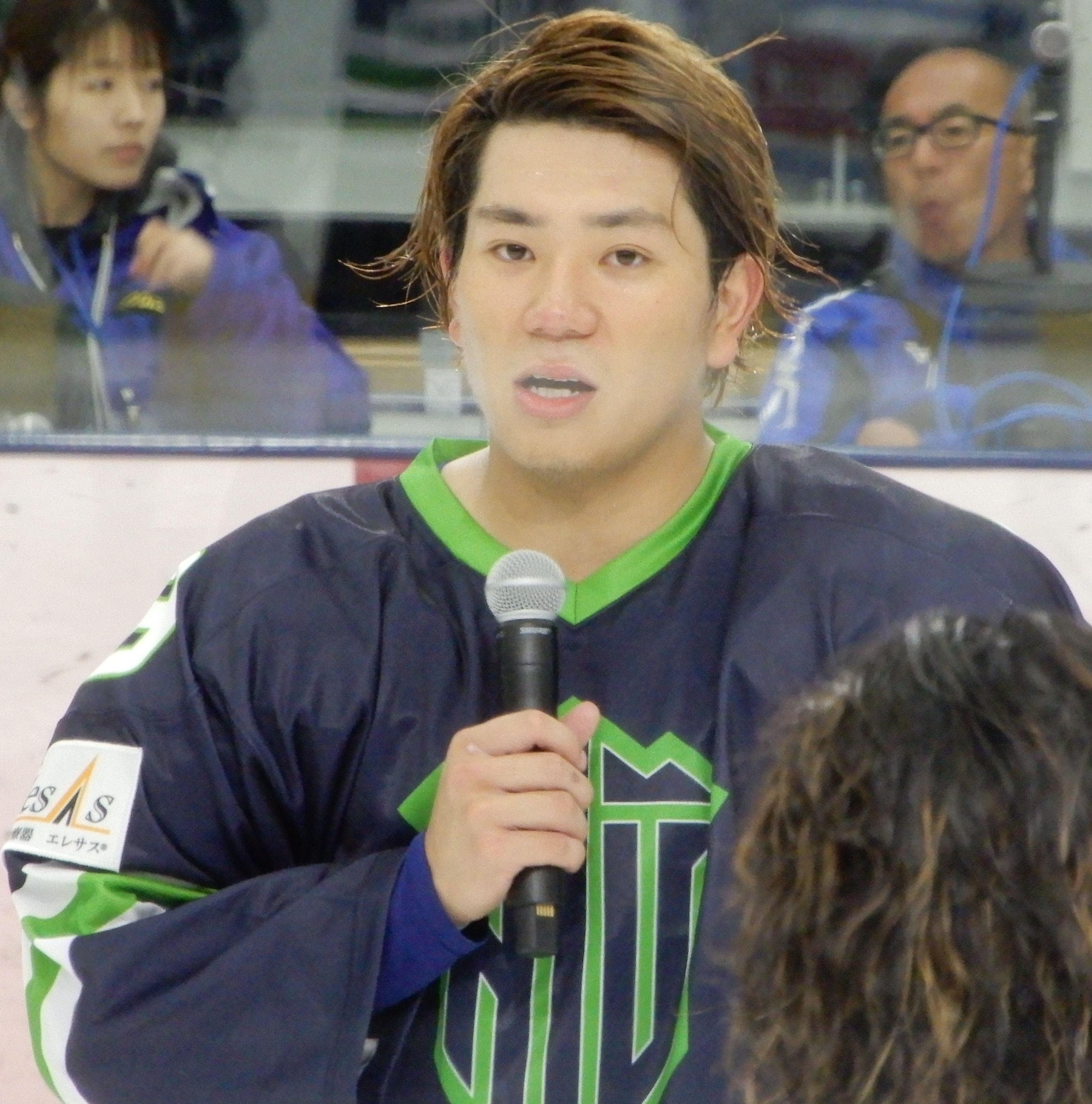
Yūshirō Hirano (* 1995)

- Hiranuma, Kiichirō (1867–1952), 35. Premierminister von Japan
- Hiranuma, Ryōzō (1879–1959), japanischer Unternehmer, Politiker und Sportmanager
- Hiranuma, Takeo (* 1939), japanischer Politiker
- Hirao, Chika (* 1996), japanische Fußballtorhüterin
- Hirao, Kenshirō (* 2000), japanischer Fußballspieler
- Hirao, Kishio (1907–1953), japanischer Komponist
- Hirao, Kōzō (* 1934), japanischer Germanist und Professor
- Hirao, Sō (* 1996), japanischer Fußballspieler
- Hirao, Toshiki (* 2003), japanischer Fußballspieler
- Hiraoka, Hideo (* 1954), japanischer Politiker
- Hiraoka, Hiroaki (* 1969), japanischer Fußballspieler
- Hiraoka, Hiroaki (* 1985), japanischer Judoka
- Hiraoka, Masahide (* 1995), japanischer Fußballspieler
- Hiraoka, Naoki (* 1973), japanischer Fußballspieler
- Hiraoka, Taiyō (* 2002), japanischer Fußballspieler
- Hiraoka, Taku (* 1995), japanischer Snowboarder
- Hiraoka, Tasuku (* 1996), japanischer Fußballspieler
- Hiraoka, Yasuhiro (* 1986), japanischer Fußballspieler
- Hiraoka, Yasunari (* 1972), japanischer Fußballspieler
- Hirasawa, Maia (* 1980), schwedisch-japanische Musikerin
- Hirasawa, Masanori, japanischer Astronom
- Hirasawa, Rinako (* 1983), japanische Pornodarstellerin (AV Idol) und Schauspielerin
- Hirasawa, Shūsaku (* 1949), japanischer Fußballspieler
- Hirasawa, Susumu (* 1954), japanischer Elektropop-Musiker
- Hirase, Dai (* 2001), japanischer Fußballspieler
- Hirase, Sakugorō (1856–1925), japanischer Botaniker
- Hirase, Tomoyuki (* 1977), japanischer Fußballspieler
- Hirashige, Ryūichi (* 1988), japanischer Fußballspieler
- Hirata, Akihiko (1927–1984), japanischer Schauspieler
- Hirata, Andrea, indonesischer Schriftsteller
- Hirata, Atsutane (1776–1843), japanischer Gelehrter zur Zeit des Tokugawa-Shōgunats
- Hirata, Christopher (* 1982), US-amerikanischer Kosmologe und Astrophysiker
- Hirata, Gōyō (1903–1981), japanischer Puppenmacher
- Hirata, Hiroaki (* 1963), japanischer Schauspieler und Synchronsprecher
- Hirata, Kaito (* 2001), japanischer Fußballspieler
- Hirata, Kei (* 1969), japanischer Fußballspieler
- Hirata, Ken’ichirō (* 1991), japanischer Fußballspieler
- Hirata, Kenji (* 1944), japanischer Politiker
- Hirata, Kimiko (* 1970), japanische Klimaaktivistin
- Hirata, Kōichi (* 1948), japanischer Politiker
- Hirata, Noriyasu (* 1983), japanischer Badmintonspieler
- Hirata, Peter Saburō (1913–2007), römisch-katholischer Bischof von Oita und Fukuoka
- Hirata, Tokuboku (1873–1943), japanischer Anglist und Essayist
- Hirata, Tōsuke (1849–1925), japanischer Bürokrat und Politiker
- Hirate, Kōhei (* 1986), japanischer Automobilrennfahrer
- Hirate, Norio (* 1948), japanischer Eisschnellläufer
- Hirato, Taiki (* 1997), japanischer Fußballspieler
- Hiratsuka, Jin (* 1999), japanischer Fußballspieler
- Hiratsuka, Jirō (* 1979), japanischer Fußballspieler
- Hiratsuka, Raichō (1886–1971), japanische Autorin, Journalistin, politische Aktivistin und Pionierin des Feminismus in Japan
- Hiratsuka, Tsunejirō (1881–1974), japanischer Politiker und Geschäftsmann
- Hiratsuka, Un’ichi (1895–1997), japanischer Holzschneider
- Hiratsuka, Yūto (* 1996), japanischer Fußballspieler
- Hirayama, Ai (* 1982), japanische Badmintonspielerin
- Hirayama, Ikuo (1930–2009), japanischer Maler
- Hirayama, Kiyotsugu (1874–1943), japanischer Astronom
- Hirayama, Martina (* 1970), deutsch-schweizerische Chemikerin, Staatssekretärin für Bildung, Forschung und Innovation
- Hirayama, Masaru (* 1972), japanischer Fußballspieler
- Hirayama, Michiko (1923–2018), japanische Sängerin
- Hirayama, Peter Takaaki (1924–2023), japanischer Geistlicher, römisch-katholischer Bischof von Ōita
- Hirayama, Shin (1867–1945), japanischer Astronom
- Hirayama, Shun (* 1998), japanischer Fußballspieler
- Hirayama, Sōta (* 1985), japanischer Fußballspieler
- Hirayama, Tomonori (* 1978), japanischer Fußballspieler
- Hirayama, Yū (* 1985), japanische Badmintonspielerin
- Hirayama, Yūji (* 1969), japanischer SportklettererYūji Hirayama (* 1969)

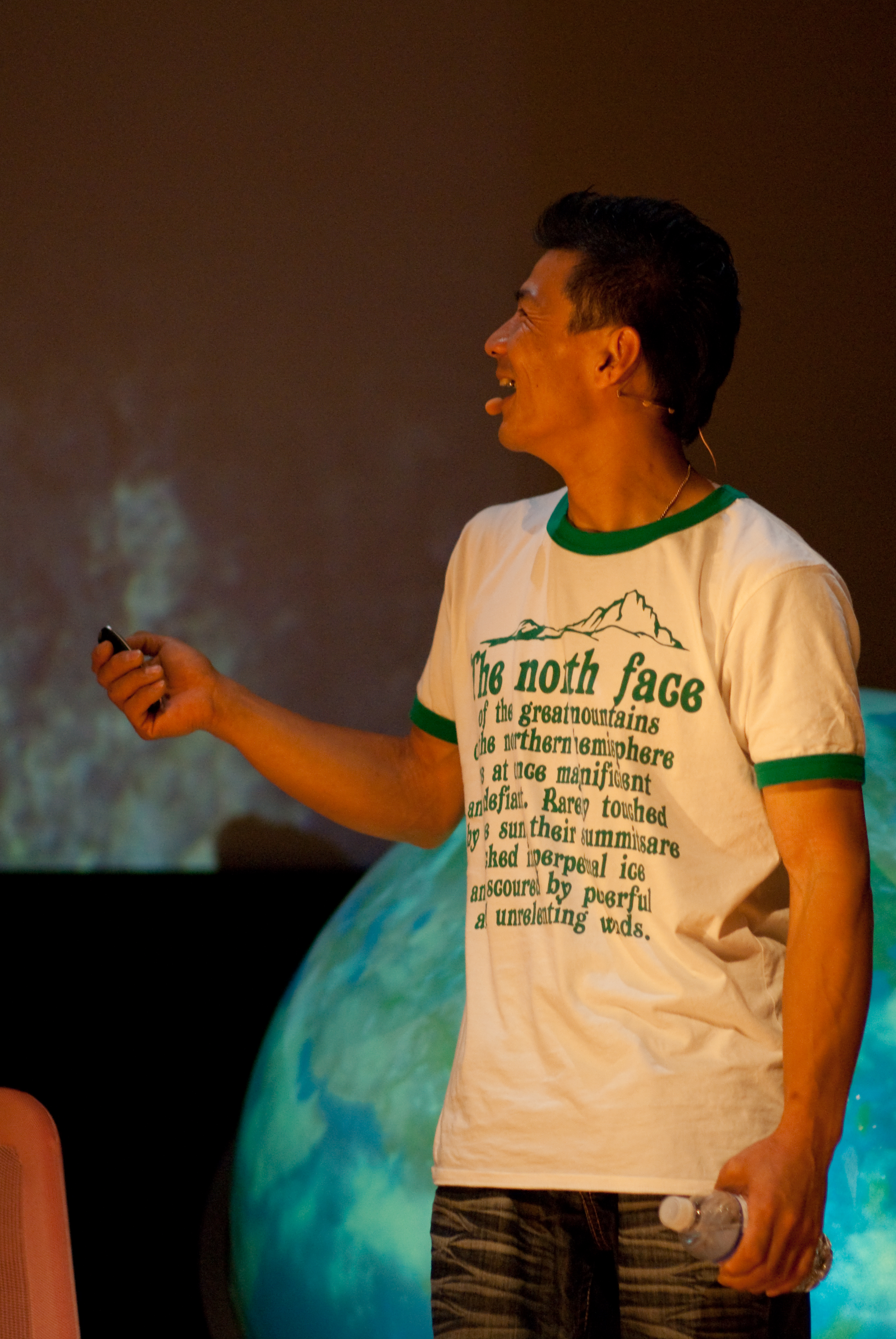
Yūji Hirayama (* 1969)

- Hirayama, Yurika (* 1990), japanische Skispringerin
- Hirayama, Yuta (* 1997), japanischer Fußballspieler
- Hirayoshi, Takekuni (1936–1998), japanischer Komponist klassischer Musik

### Hirb
- Hirbodian, Sigrid (* 1960), deutsche Historikerin
- Hirbour, Louise (* 1938), kanadische Musikwissenschaftlerin und -pädagogin

### Hirc
- Hirche, Albrecht (* 1959), deutscher Regisseur
- Hirche, Bernhard (* 1946), deutscher Architekt
- Hirche, Dagmar (* 1957), deutsche Unternehmerin und Vereinsgründerin
- Hirche, Frank (* 1961), deutscher Politiker (CDU), MdL
- Hirche, Gottlob Traugott Leberecht (1805–1863), deutscher Pastor, Historiker und Schriftsteller
- Hirche, Herbert (1910–2002), deutscher Architekt und Industriedesigner
- Hirche, Klaus (1939–2022), deutscher Eishockeytorwart und -trainer
- Hirche, Martin (1922–1986), deutscher Fußballspieler
- Hirche, Peter (1923–2003), deutscher Schriftsteller und Hörspielautor
- Hirche, Rüdiger (* 1945), deutscher Weltumsegler und Autor
- Hirche, Walter (* 1941), deutscher Politiker (FDP), MdL, MdBWalter Hirche (* 1941)

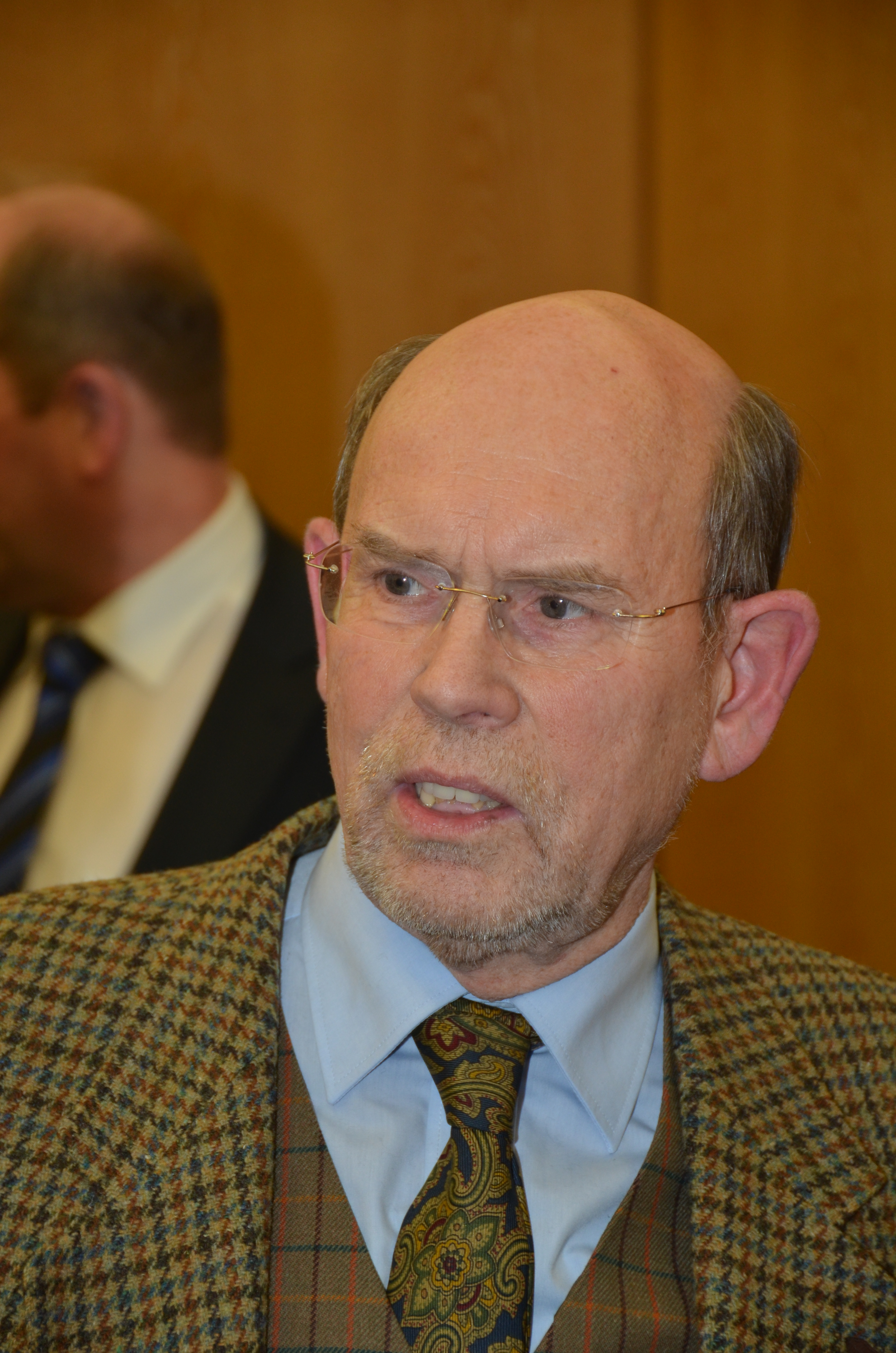
Walter Hirche (* 1941)

- Hirczy, Bernhard (* 1982), österreichischer Politiker (ÖVP)
- Hirczy, Stefan (* 1988), österreichischer Fußballspieler und Trainer

### Hird
- Hird, Frederick (1879–1952), US-amerikanischer Sportschütze
- Hird, Laura (* 1966), britische Schriftstellerin
- Hird, Myra J., kanadische Soziologin
- Hird, Thora (1911–2003), britische Schauspielerin bei Bühne, Film und Fernsehen
- Hirdes, Christian (* 1974), deutscher Kabarettist und Komiker
- Hirdina, Heinz (1942–2013), deutscher Designtheoretiker und Publizist
- Hirdina, Karin (1941–2009), deutsche Philosophin und Hochschullehrerin
- Hirdman, Yvonne (* 1943), schwedische Historikerin und Hochschullehrerin
- Hirdt, Kai (* 1976), deutscher PR-Berater, Science-Fiction-Autor, Comictexter und Verleger
- Hirdt, Willi (1938–2020), deutscher Romanist
- Hirdwall, Ingvar (1934–2023), schwedischer Schauspieler

### Hire
- Hire, Kathryn P. (* 1959), US-amerikanische Astronautin
- Hirémy-Hirschl, Adolf (1860–1933), österreichischer Maler
- Hires, George (1835–1911), US-amerikanischer Politiker

### Hiri
- Hiri, Hiri (* 1995), papua-neuguineischer Cricketspieler
- Hiriart, Fernando (1914–2005), mexikanischer Politiker (PRI)
- Hiriart, Lucía (1922–2021), chilenische Primera Dama (First Lady)Lucía Hiriart (1922–2021)

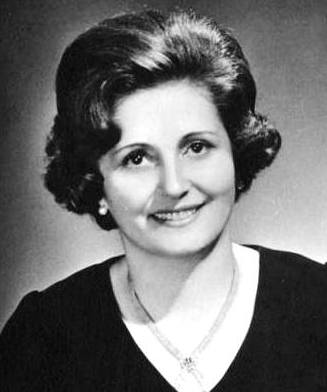
Lucía Hiriart (1922–2021)

- Hiriart-Urruty, Jean-Baptiste (* 1949), französischer Mathematiker
- Hirici, Cristina (* 1992), rumänische Tischtennisspielerin
- Hirigoyen, Marie-France (* 1948), französische Autorin, Psychotherapeutin und Familientherapeutin
- Hirini, Sarah (* 1992), neuseeländische Rugbyspielerin

### Hirj
- Hirjee, Chandra (1924–1989), indischer English-Billiards- und Snookerspieler

### Hirk
- Hirka, Ján (1923–2014), slowakischer Geistlicher, griechisch-katholischer Bischof von Prešov

### Hirl
- Hirlé, Ronald (1950–2019), französischer Verleger, Autor, Fotograf und Verlagsgründer
- Hirler, Sabine (* 1961), deutsche Musikpädagogin, Musiktherapeutin, Autorin und Komponistin

### Hirm
- Hirmann, Emmerich (1899–1995), österreichischer Politiker (ÖVP), Landtagsabgeordneter
- Hirmer, Max (1893–1981), deutscher Botaniker, Verleger und Fotograf
- Hirmer, Oswald (1930–2011), deutscher katholischer Geistlicher, Bischof von Umtata, Südafrika

### Hirn
- Hirn, Armin (1918–1996), deutscher Aquarellmaler
- Hirn, Claudia (* 1981), österreichische Politikerin (ÖVP), Landtagsabgeordnete in Tirol
- Hirn, Ferdinand (1875–1915), österreichischer Historiker
- Hirn, Gustav-Adolf (1815–1890), französischer Physiker
- Hirn, Josef (1848–1917), österreichischer Historiker
- Hirn, Josef (1898–1971), deutscher Politiker (SPD)
- Hirn, Lisz (* 1984), österreichische Philosophin
- Hirn, Lorenz (* 1990), österreichischer Eishockeytorwart
- Hirn, Sebastian (* 1975), deutscher Theater- und Opernregisseur sowie Bühnenbildner
- Hirn, Theodor (1879–1959), deutscher Politiker
- Hirnbein, Carl (1807–1871), deutscher Großbauer, Agrarreformer und Politiker in SüddeutschlandCarl Hirnbein (1807–1871)

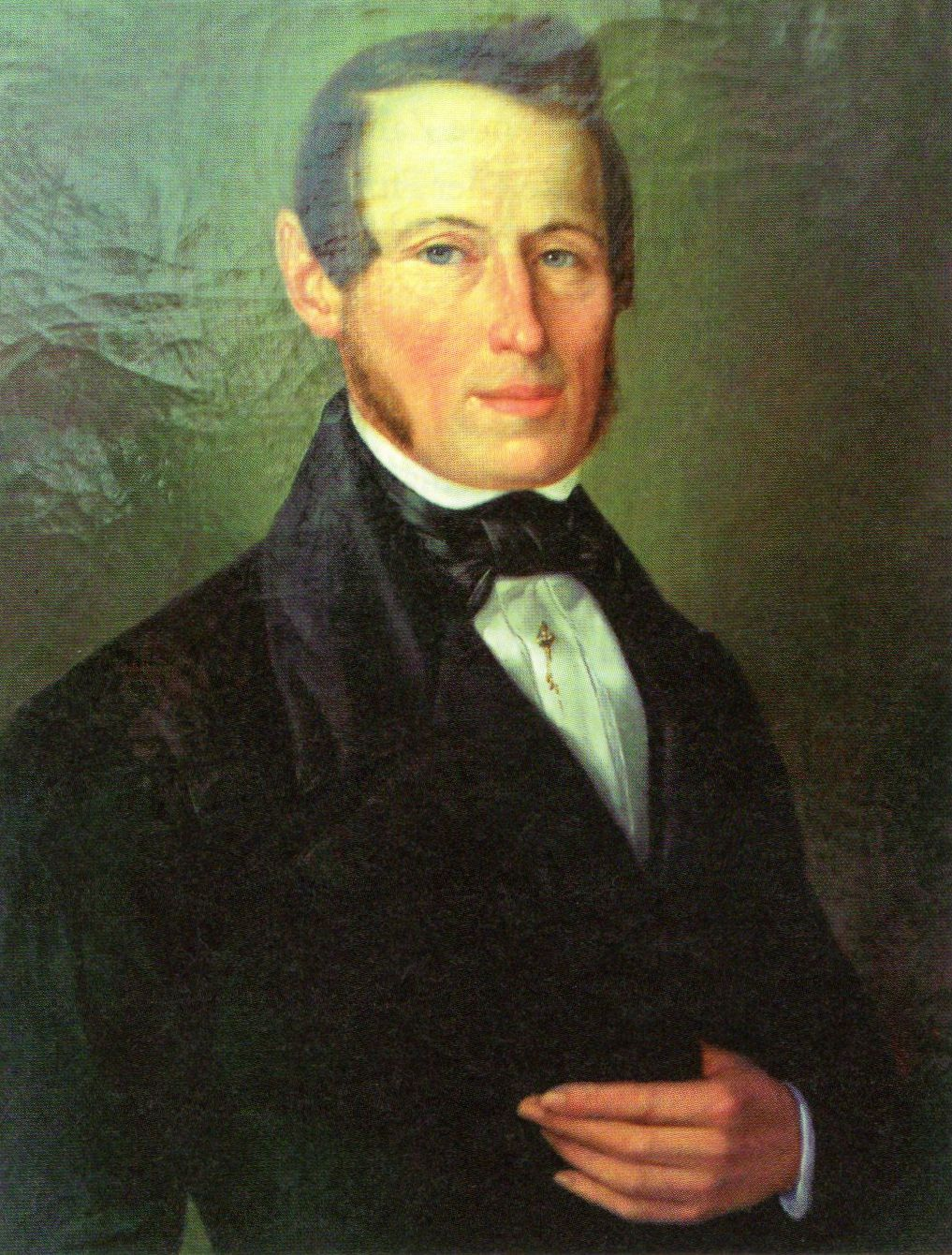
Carl Hirnbein (1807–1871)

- Hirndorf, Pablo (* 1963), deutscher Maler, Bildhauer und Installationskünstler
- Hirner, Adolf (* 1965), österreichischer Skispringer und Skisprungtrainer
- Hirner, Andreas (1945–2021), deutscher Chirurg und Hochschullehrer
- Hirner, Hans (1906–2004), deutscher Kaufmann
- Hirner, Helmut (* 1978), österreichischer Beach-Volleyballer und Unternehmer
- Hirner, Josefine (1893–1976), deutsche Politikerin (SPD), Hebamme
- Hirner, Lisa (* 2003), österreichische Nordische Kombiniererin
- Hirner, Manuel (* 1985), österreichischer Skilangläufer
- Hirner, Rupert (* 1961), österreichischer Skispringer und Unternehmer
- Hirner, Tanja (* 1984), deutsche Schauspielerin
- Hirnhaim, Hieronymus (1637–1679), böhmischer Philosoph
- Hirnheim, Johann Sebastian von († 1555), Adliger, Jurist, Richter am Reichskammergericht
- Hirnheim, Wolf Philipp von († 1546), Marschall von Württemberg
- Hirning, Maximilian (* 1989), deutscher Kontrabassist und Komponist
- Hirnjak, Jossyp (1895–1989), ukrainischer und amerikanischer Schauspieler und Theaterregisseur
- Hirnschall, Erwin (1930–2011), österreichischer Politiker (FPÖ), Landtagsabgeordneter
- Hirnschrodt, Eduard (1906–1990), deutscher Orgelbauer
- Hirnschrodt, Eduard senior (1875–1933), österreichisch-deutscher Orgelbauer
- Hirnschrodt, Horst (1940–2018), österreichischer Fußballspieler
- Hirnsperger, Johann (* 1951), österreichischer römisch-katholischer Theologe

### Hiro
- Hiro, Andrej (1967–2015), belarussischer Diplomat
- Hirobe, Yoshiteru (* 1982), japanischer Badmintonspieler
- Hiroe, Rei (* 1972), japanischer Manga-Zeichner und Illustrator
- Hirohashi, Ryō (* 1977), japanische Synchronsprecherin
- Hirohashi, Yuriko (1916–1977), japanische Hochspringerin
- Hirohito (1901–1989), 124. Tennō von JapanHirohito (1901–1989)

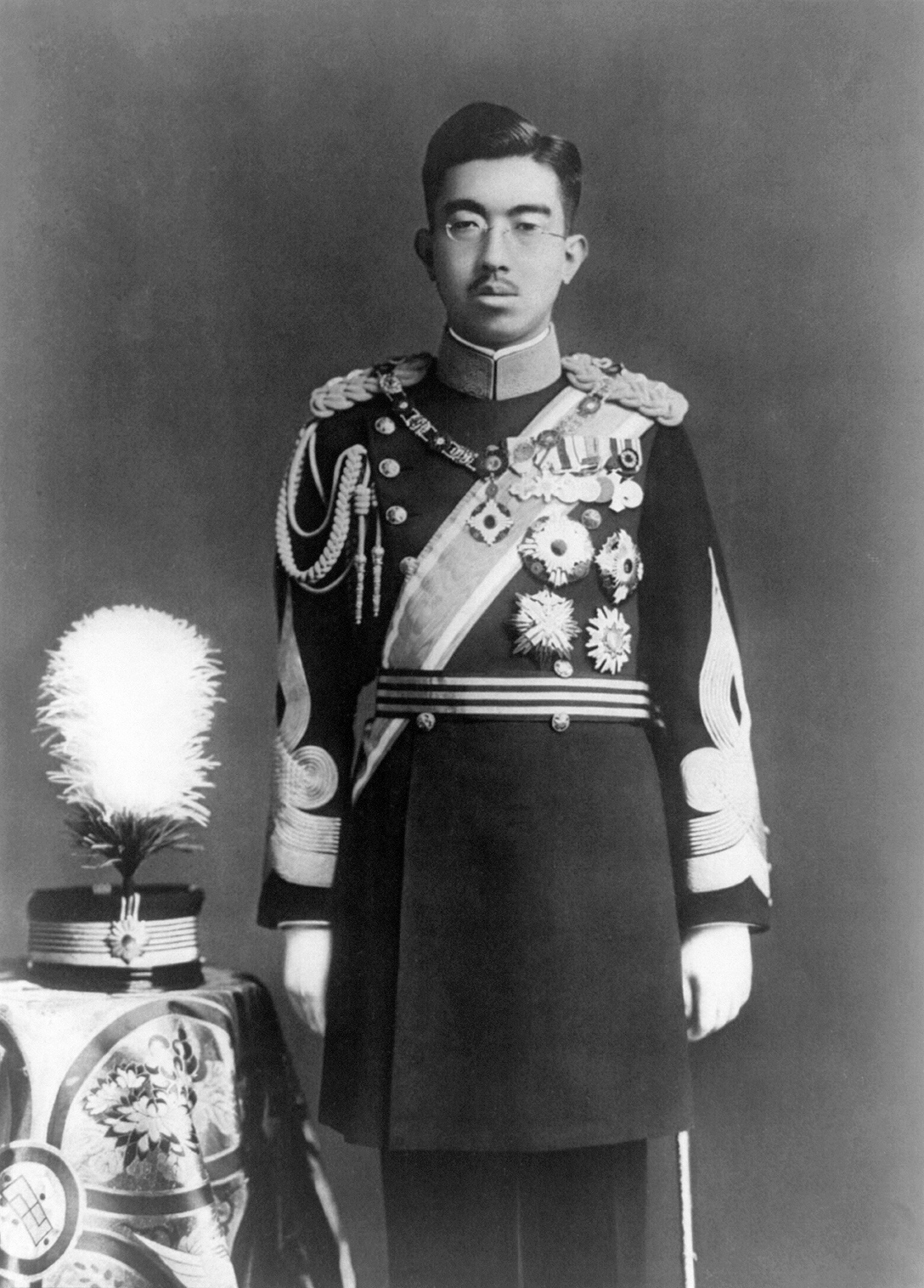
Hirohito (1901–1989)

- Hiroi, Isamu (1862–1928), japanischer Ingenieur, Brücken- und Hafenbauer
- Hiroi, Noriyo (* 1976), japanische Skirennläuferin
- Hiroi, Tomonobu (* 1985), japanischer Fußballspieler
- Hiroki, Kōichi (* 1956), japanischer Jazzmusiker
- Hiroki, Yūma (* 1992), japanischer Fußballspieler
- Hiromoto, Susumu (1897–1991), japanischer Maler der Nihonga-Richtung
- Hiron, Maureen (1942–2022), britische Spieleautorin und Buchautorin
- Hironaga, Ryōtarō (* 1990), japanischer Fußballspieler
- Hironaga, Yūji (* 1975), japanischer Fußballspieler
- Hironaka, Heisuke (* 1931), japanischer Mathematiker
- Hironaka, Kazuko, japanische Fußballspielerin
- Hironaka, Ririka (* 2000), japanische Langstreckenläuferin
- Hironaka, Wakako (* 1934), japanische Politikerin
- Hironiwa, Hikaru (* 1985), japanischer Fußballspieler
- Hirono, Kōichi (* 1980), japanischer Fußballspieler
- Hirono, Mazie (* 1947), US-amerikanische PolitikerinMazie Hirono (* 1947)

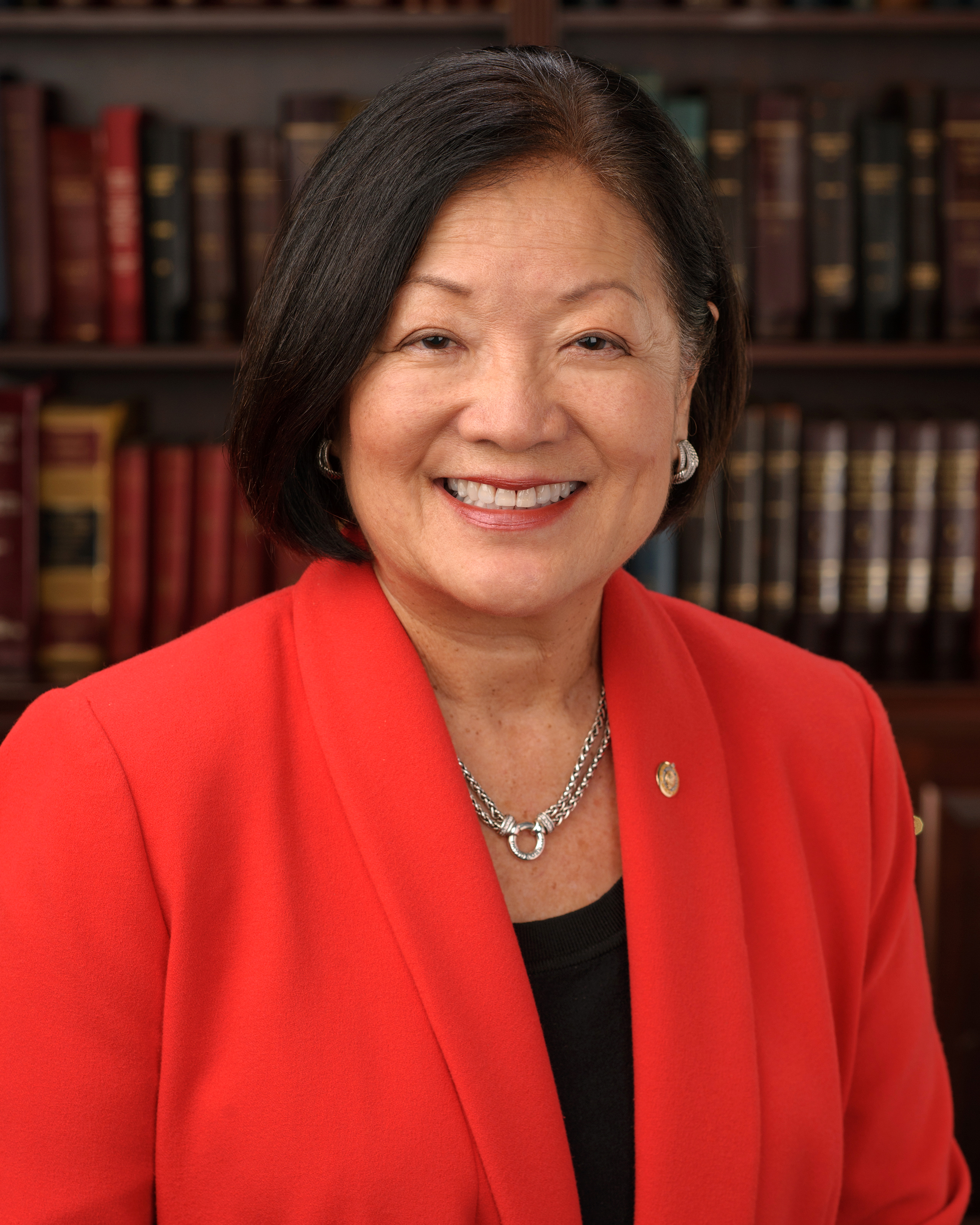
Mazie Hirono (* 1947)

- Hirons, William (1871–1958), britischer Tauzieher
- Hirosawa, Mae (* 1997), japanische Sprinterin
- Hirose, Ayako (* 1969), japanische Tennisspielerin
- Hirose, Eriko (* 1985), japanische Badmintonspielerin
- Hirose, Gen (1904–1996), japanischer Unternehmer
- Hirose, Gyokusō (1807–1863), japanischer Konfuzianer, Dichter
- Hirose, Hayato (* 1974), japanischer Komponist und Dirigent im Blasmusik-Bereich
- Hirose, Hideyuki (* 1989), japanischer Sprinter
- Hirose, Junko (* 1990), sehbehinderte, japanische Judoka
- Hirose, Katsusada (* 1942), japanischer Politiker
- Hirose, Kei (* 1995), japanischer Fußballspieler
- Hirose, Kenichi (1964–2018), japanischer Physiker, Sektenmitglied und Terrorist
- Hirose, Kenta (* 1992), japanischer Fußballspieler
- Hirose, Kō (1921–2006), japanischer Maler im Yōga-Stil
- Hirose, Kōji (* 1984), japanischer Fußballspieler
- Hirose, Osamu (* 1965), japanischer Fußballspieler
- Hirose, Rikuto (* 1995), japanischer Fußballspieler
- Hirose, Ruby (1904–1960), US-amerikanische Biochemikerin und Bakteriologin
- Hirose, Ryō (* 2000), japanischer Skilangläufer
- Hirose, Ryōhei (1930–2008), japanischer Komponist
- Hirose, Saihei (1828–1914), japanischer Unternehmer
- Hirose, Satoshi (* 1976), japanischer Radrennfahrer
- Hirose, Shigeo (* 1947), japanischer Erfinder
- Hirose, Suzu (* 1998), japanische Schauspielerin und Model
- Hirose, Takeo (1868–1904), japanischer Marineoffizier
- Hirose, Tansō (1782–1856), japanischer Gelehrter, Pädagoge und Dichter
- Hirose, Tomoyasu (* 1989), japanischer Fußballspieler
- Hirose, Tomoyuki (* 1994), japanischer Fußballspieler
- Hiroshima, Kōho (1889–1951), japanischer Maler der Nihonga-Richtung
- Hirosue, Riku (* 1998), japanischer Fußballspieler
- Hirosue, Ryōko (* 1980), japanische Schauspielerin und Musikerin
- Hirota, Kōki (1878–1948), 32. japanischer PremierministerHirota Kōki (1878–1948)

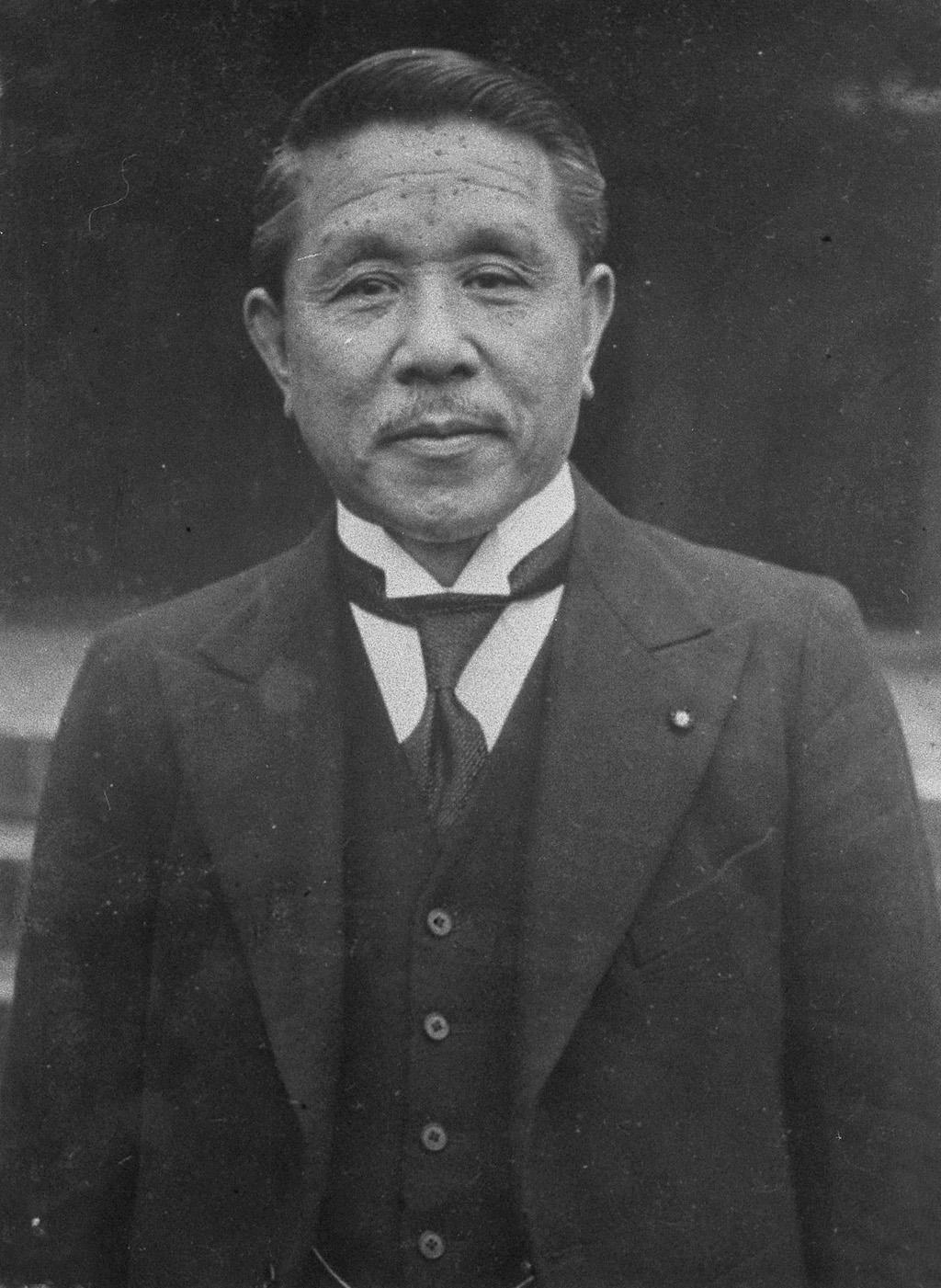
Hirota Kōki (1878–1948)

- Hirota, Mieko (1947–2020), japanische Pop- und Jazzsängerin
- Hirota, Ryōgo (1932–2015), japanischer Physiker
- Hirota, Ryūji (* 1993), japanischer Fußballspieler
- Hirota, Saeko, japanische Tischtennisspielerin
- Hirota, Sayaka (* 1994), japanische Badmintonspielerin
- Hirota, Tokiko (* 1967), japanische Badmintonspielerin
- Hirota, Toshihide, japanischer Badmintonspieler
- Hirotsu, Kazuo (1891–1968), japanischer Schriftsteller
- Hirotsu, Ryūrō (1861–1928), japanischer Schriftsteller
- Hiroya (* 1992), japanischer Kickboxer
- Hiroyama, Harumi (* 1968), japanische Langstreckenläuferin
- Hiroyama, Nozomi (* 1977), japanischer Fußballspieler

### Hirp
- Hirpa, Bedatu (* 1999), äthiopische Langstreckenläuferin

### Hirr
- Hirrius Fronto Neratius Pansa, Marcus, römischer Statthalter
- Hirrlinger, Walter (1926–2018), deutscher Politiker (SPD), MdL

### Hirs
- Hirs, Rozalie (* 1965), niederländische Komponistin und Lyrikerin

#### Hirsa
- Hirsacker, Heinz (1914–1943), deutscher U-Boot-Kommandant und Opfer der NS-Justiz

#### Hirsb
- Hirsbrunner, Theo (1931–2010), Schweizer Musikwissenschaftler und Violinist

#### Hirsc

##### Hirsch
- Hirsch auf Gereuth, Julius Jakob Joel von (1789–1876), deutsch-jüdischer Bankier und Kaufmann
- Hirsch Ballin, Ernst (* 1950), niederländischer Politiker und Jurist
- Hirsch, Abraham (1815–1900), schwedischer, jüdischer Musikverleger
- Hirsch, Adolf (1866–1931), österreichischer Wienerliedkomponist und Unterhaltungskünstler
- Hirsch, Adolfo (* 1986), san-marinesischer Fußballspieler
- Hirsch, Adolphe (1830–1901), deutsch-Schweizer Astronom und Geodät
- Hirsch, Afua (* 1981), britische Journalistin
- Hirsch, Alan (* 1959), südafrikanischer Theologe, Pastor, Gemeindegründer, Missionwissenschaftler und Autor
- Hirsch, Albert (1841–1927), österreichischer Volkssänger und Schauspieler
- Hirsch, Albert (1894–1944), deutscher katholischer Geistlicher und Opfer des Nationalsozialismus
- Hirsch, Albin (1847–1918), österreichischer Tischlermeister und Politiker (CS)
- Hirsch, Alex (* 1985), US-amerikanischer Cartoonist, Regisseur, Filmproduzent, Synchronsprecher, Art Director und DrehbuchautorAlex Hirsch (* 1985)

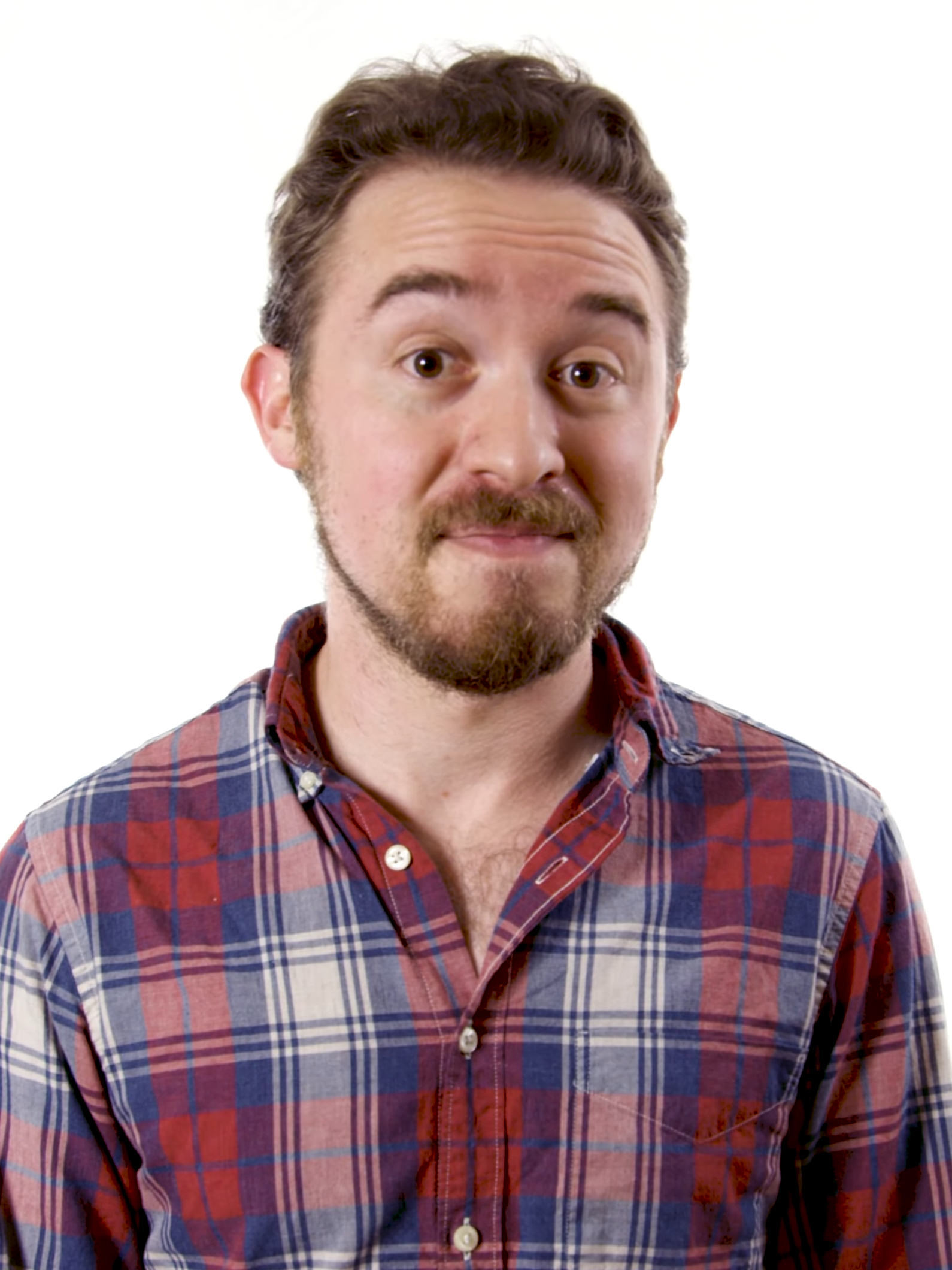
Alex Hirsch (* 1985)

- Hirsch, Alfred (* 1961), deutscher Philosoph und Hochschullehrer
- Hirsch, Alice (* 1923), deutsche Arbeiterin und Widerstandskämpferin
- Hirsch, Aline (* 1988), deutsche Basketballspielerin
- Hirsch, Alphonse (1843–1884), französischer Maler
- Hirsch, Andreas (* 1958), deutscher Turner und Turntrainer
- Hirsch, Angelika B. (* 1955), deutsche Religionswissenschaftlerin und Buchautorin
- Hirsch, Anna (1895–1942), deutsche Kommunistin, Widerstandskämpferin
- Hirsch, Anna K. H. (* 1982), deutsch-luxemburgische Chemikerin (Medizinische Chemie) und Hochschullehrerin
- Hirsch, Anna-Maria (* 1986), deutsche Schauspielerin
- Hirsch, Arnold (1815–1896), böhmisch-österreichischer Arzt und Schriftsteller
- Hirsch, Aron (1858–1942), deutscher Industrieller
- Hirsch, Arthur (1866–1948), deutscher Mathematiker
- Hirsch, August (1798–1838), Landtagsabgeordneter Großherzogtum Hessen
- Hirsch, August (1817–1894), deutscher Arzt und Medizinhistoriker
- Hirsch, August (1852–1922), deutscher Bauingenieur, Hafenbaumeister und Hochschullehrer an der RWTH Aachen
- Hirsch, Axel (1957–1980), deutscher Mann, Mordopfer
- Hirsch, Bernhard (* 1970), deutscher Wirtschaftswissenschaftler
- Hirsch, Bertha (1850–1913), deutsche Kulturmäzenin
- Hirsch, Berthold (1890–1941), deutsch-jüdischer Verlagsbuchhändler
- Hirsch, Beth (* 1967), US-amerikanische Songwriterin und Sängerin
- Hirsch, Betty (1873–1957), dänisch-deutsche Sängerin und Blinden- und Sprachlehrerin
- Hirsch, Burkhard (1930–2020), deutscher Politiker (FDP), MdBBurkhard Hirsch (1930–2020)

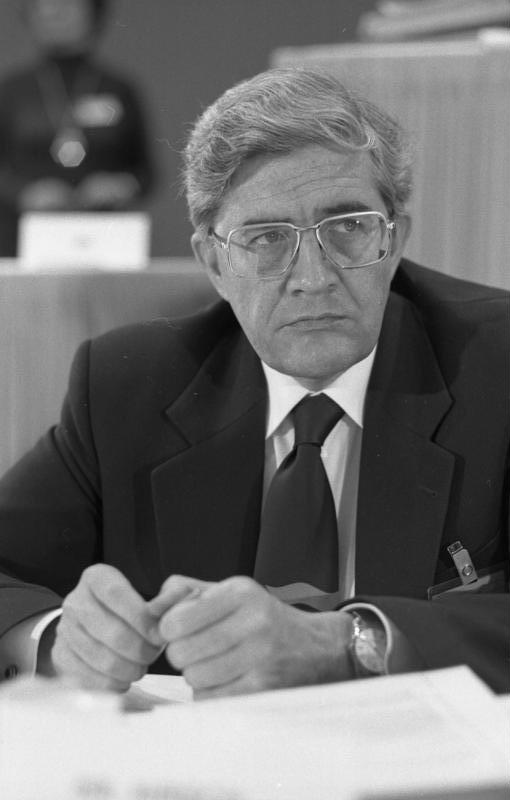
Burkhard Hirsch (1930–2020)

- Hirsch, Camilla (1869–1948), Holocaustüberlebende, Schriftstellerin
- Hirsch, Carl (1841–1900), sozialdemokratischer Journalist
- Hirsch, Cäsar (1885–1940), deutscher Mediziner
- Hirsch, Christian Gotthard (1889–1977), deutscher Maler
- Hirsch, Corey (* 1972), kanadischer Eishockeyspieler und -trainer
- Hirsch, Cornelia (* 1980), deutsche Politikerin (Die Linke), MdB
- Hirsch, Dietmar (* 1971), deutscher Fußballspieler und -trainer
- Hirsch, Edith (1899–2003), deutschstämmige US-amerikanische Wirtschaftswissenschaftlerin und Unternehmensberaterin
- Hirsch, Eduard (1896–1989), deutscher Verwaltungsbeamter und Landrat
- Hirsch, Edward (1836–1909), US-amerikanischer Geschäftsmann und Politiker (Republikanische Partei)
- Hirsch, Eike Christian (1937–2022), deutscher Journalist, Theologe und Schriftsteller
- Hirsch, Elisabeth Feist (1904–1998), deutsch-amerikanische Philosophin und Hochschullehrerin
- Hirsch, Elli (1873–1943), deutsche Grafikerin, Illustratorin und Designerin
- Hirsch, Elroy (1923–2004), US-amerikanischer American-Football-Spieler
- Hirsch, Else (* 1889), jüdische Lehrerin, die in der Zeit des Nationalsozialismus Kindertransporte organisierte
- Hirsch, Emanuel (1888–1972), deutscher evangelischer Theologe
- Hirsch, Emil (1866–1954), deutscher Buchantiquar
- Hirsch, Emil (1870–1938), deutscher Industrieller
- Hirsch, Emile (* 1985), US-amerikanischer FilmschauspielerEmile Hirsch (* 1985)

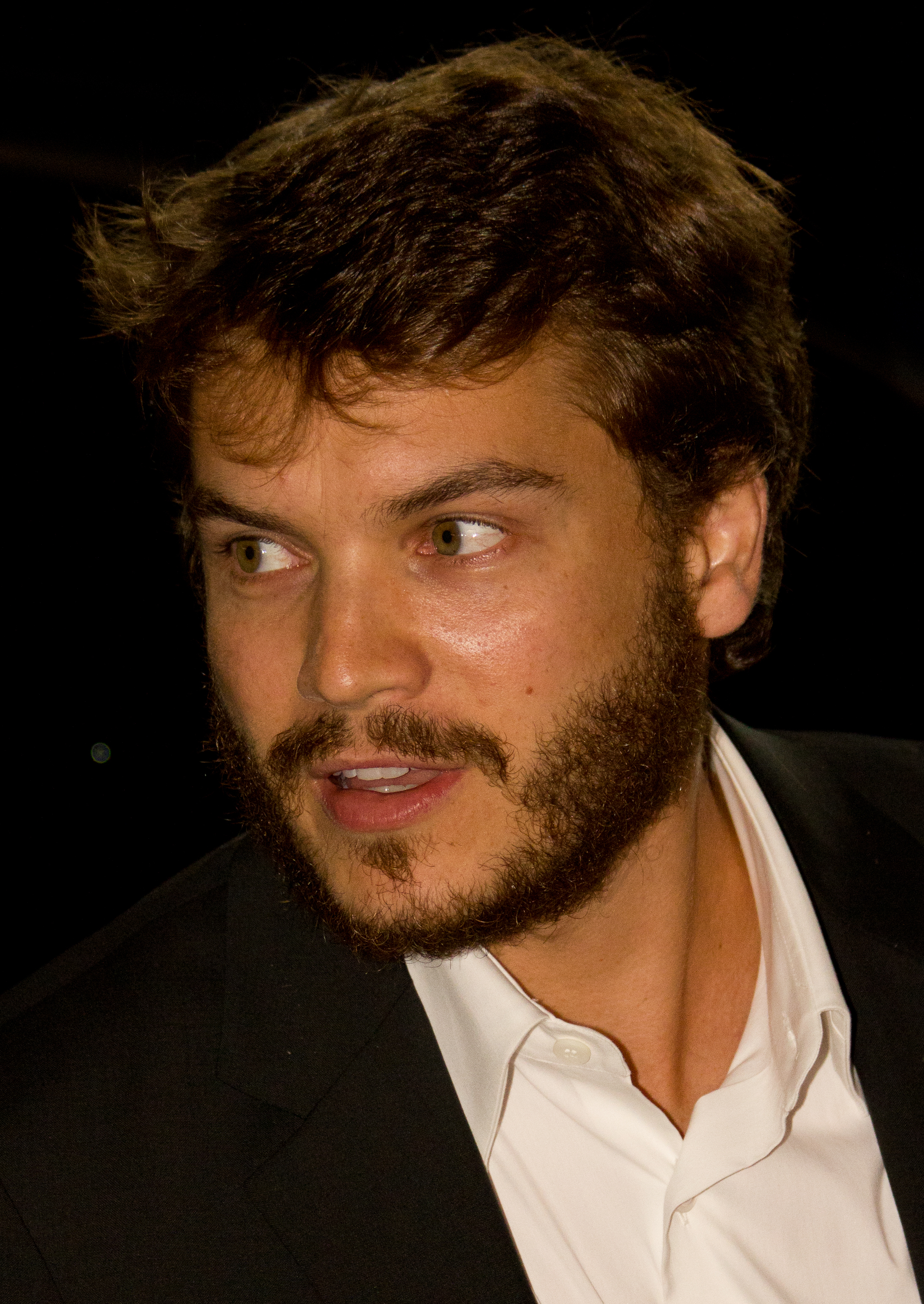
Emile Hirsch (* 1985)

- Hirsch, Enver (* 1968), deutscher Fotograf und Journalist
- Hirsch, Erhard (* 1928), deutscher Germanist, Altphilologe und Kulturhistoriker
- Hirsch, Eric Donald (* 1928), amerikanischer Literaturkritiker und Pädagoge
- Hirsch, Erika (1924–1998), österreichische Musikerin und Komponistin
- Hirsch, Ernst (1874–1925), sudetendeutscher Gewerkschafter und Politiker
- Hirsch, Ernst (1892–1973), österreichischer Geistlicher und Politiker (CSP), Landtagsabgeordneter, Abgeordneter zum Nationalrat
- Hirsch, Ernst (* 1936), deutscher Regisseur und Kameramann
- Hirsch, Ernst Eduard (1902–1985), deutscher Jurist und Rechtssoziologe
- Hirsch, Étienne (1901–1994), französischer Politiker
- Hirsch, Felix (1902–1982), deutscher Journalist, Historiker, Bibliothekar und Hochschullehrer
- Hirsch, Ferdinand (1843–1915), deutscher Gymnasiallehrer und Historiker
- Hirsch, Florian (* 1979), deutscher Dramaturg
- Hirsch, Florian (* 1984), österreichischer Fußballspieler und -trainer
- Hirsch, Florian (* 2000), österreichischer American-Football-Spieler
- Hirsch, Frank (1939–2006), deutscher Dirigent, Musikpädagoge und Präsident des Chorverbandes Sachsen
- Hirsch, Fred (1931–1978), britischer Ökonom
- Hirsch, Fredy (1916–1944), deutscher Häftling jüdischen Glaubens im Konzentrationslager Auschwitz-Birkenau
- Hirsch, Friedrich Ludwig (1828–1919), Landtagsabgeordneter Großherzogtum Hessen
- Hirsch, Fritz (1871–1938), deutscher Architekturhistoriker und Denkmalpfleger
- Hirsch, Fritz (1888–1942), deutscher Schauspieler und Theaterleiter
- Hirsch, Georg Jakob (1794–1852), Landtagsabgeordneter Großherzogtum Hessen
- Hirsch, Gerhard (1903–1982), deutscher Numismatiker, Münzhändler und Auktionator
- Hirsch, Godfrey (1907–1992), US-amerikanischer Jazzmusiker (Schlagzeug, Vibraphon, Piano)
- Hirsch, Gottwalt Christian (1888–1972), deutscher Zytologe
- Hirsch, Günter (* 1943), deutscher Jurist, Präsident des Bundesgerichtshofs
- Hirsch, Gustav (1845–1907), österreichisch-schlesischer Politiker
- Hirsch, Guy (1915–1993), belgischer Mathematiker
- Hirsch, Haiko (* 1983), deutscher Eishockeyspieler
- Hirsch, Hanna, deutsche Filmregisseurin und Filmproduzentin
- Hirsch, Hans (1878–1940), österreichischer Historiker und Diplomatiker
- Hirsch, Hans (1906–2004), österreichischer Unternehmer
- Hirsch, Hans (1933–2020), deutscher Medien- und Musikwissenschaftler
- Hirsch, Hans Joachim (1929–2011), deutscher Strafrechtslehrer
- Hirsch, Harry (* 1952), US-amerikanischer Politologe und Hochschullehrer
- Hirsch, Heddi (1895–1947), österreichische Textil- und Modedesignerin, Illustratorin und Grafikerin
- Hirsch, Heinrich (1840–1910), österreichischer Theaterschauspieler und -intendant sowie Inhaber mehrerer Theateragenturen
- Hirsch, Heinrich (1868–1943), deutscher Numismatiker und Münzhändler
- Hirsch, Heinz-Ewald (1928–2005), deutscher Basketballfunktionär
- Hirsch, Helga (* 1948), deutsche Publizistin
- Hirsch, Hella (1921–1943), deutsche Arbeiterin und Widerstandskämpferin gegen den Nationalsozialismus, Opfer der NS-Kriegsjustiz
- Hirsch, Helle (1916–1937), deutscher Student und Widerstandskämpfer
- Hirsch, Helmut (1907–2009), deutscher Historiker und Autor
- Hirsch, Helmut (* 1949), österreichischer Physiker und Autor
- Hirsch, Hermann (1815–1900), preußischer Verwaltungsjurist
- Hirsch, Hermann (1861–1934), deutscher Maler und Bildhauer
- Hirsch, Hermann (* 1937), österreichischer Unternehmer
- Hirsch, Hugo (1884–1961), deutscher Operetten- und Schlagerkomponist
- Hirsch, Ignaz (1834–1908), preußischer Mediziner und Königlich Preußischer Geheimer Sanitätsrat
- Hirsch, Ilse (1922–2000), deutsche Hauptgruppenführerin des Bundes Deutscher Mädel, Teil des „Unternehmens Karneval“
- Hirsch, Isaak (1836–1899), deutscher Rabbiner und Schriftsteller
- Hirsch, Jacob (1874–1955), deutsch-schweizerischer Münz- und Antikenhändler
- Hirsch, Jakob (1924–2018), israelischer Staatssekretär
- Hirsch, Jakob von (1765–1840), deutsch-jüdischer Bankier und Kaufmann
- Hirsch, Jenny (1829–1902), deutsche Frauenrechtlerin
- Hirsch, Joachim (* 1938), deutscher Politikwissenschaftler und emeritierter Professor für Politikwissenschaft
- Hirsch, Johann Baptista Joseph (1770–1822), deutscher Offizier und Hauptmann der Artillerie der Sächsischen Armee
- Hirsch, Johannes (1861–1935), deutscher Politiker (DVP), MdHB
- Hirsch, John (1930–1989), kanadischer Theaterregisseur, Theaterdirektor und Übersetzer
- Hirsch, Josef von (1805–1885), deutscher Bankier und Kaufmann
- Hirsch, Judd (* 1935), US-amerikanischer Schauspieler
- Hirsch, Julien (* 1964), französischer Kameramann
- Hirsch, Julius (1882–1961), deutsch-amerikanischer Wirtschaftswissenschaftler
- Hirsch, Julius (1892–1962), deutscher Mediziner und Mikrobiologe
- Hirsch, Julius (* 1892), deutscher Fußballspieler und Opfer des NationalsozialismusJulius Hirsch (* 1892)

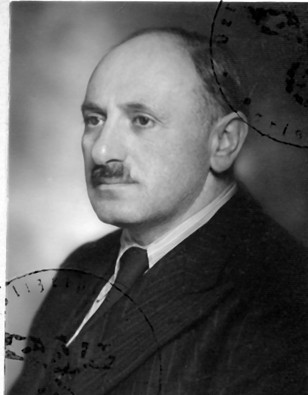
Julius Hirsch (* 1892)

- Hirsch, Karl (1863–1938), österreichischer Geistlicher, römisch-katholischer Kirchenhistoriker
- Hirsch, Karl (1870–1930), deutscher Internist und Hochschullehrer
- Hirsch, Karl Christian (1704–1754), deutscher Geistlicher, Bibliograf und Kirchenhistoriker
- Hirsch, Karl Jakob (1892–1952), deutscher Künstler und Schriftsteller
- Hirsch, Karl von (1871–1944), deutscher Brauereidirektor und Opfer des Holocaust
- Hirsch, Karl-Georg (* 1938), deutscher Grafiker
- Hirsch, Käthe (1892–1984), deutsche Schriftstellerin
- Hirsch, Klaus (1941–2018), deutscher Maler, Grafiker und Grafikdesigner
- Hirsch, Konrad (1900–1924), schwedischer Fußballspieler
- Hirsch, Kurt (1906–1986), britischer Mathematiker
- Hirsch, Kurt (1913–1999), österreichischer Publizist
- Hirsch, Léo (1842–1906), deutscher Couturier
- Hirsch, Leo (1903–1943), deutscher Journalist und Schriftsteller
- Hirsch, Leon (1886–1954), deutscher Buchhändler, Drucker, Verleger, Veranstalter und Kabarett-Leiter
- Hirsch, Leyla (* 1996), US-amerikanische Wrestlerin
- Hirsch, Lothar (* 1943), deutscher Mittelstreckenläufer
- Hirsch, Ludwig (1946–2011), österreichischer Schauspieler und LiedermacherLudwig Hirsch (1946–2011)

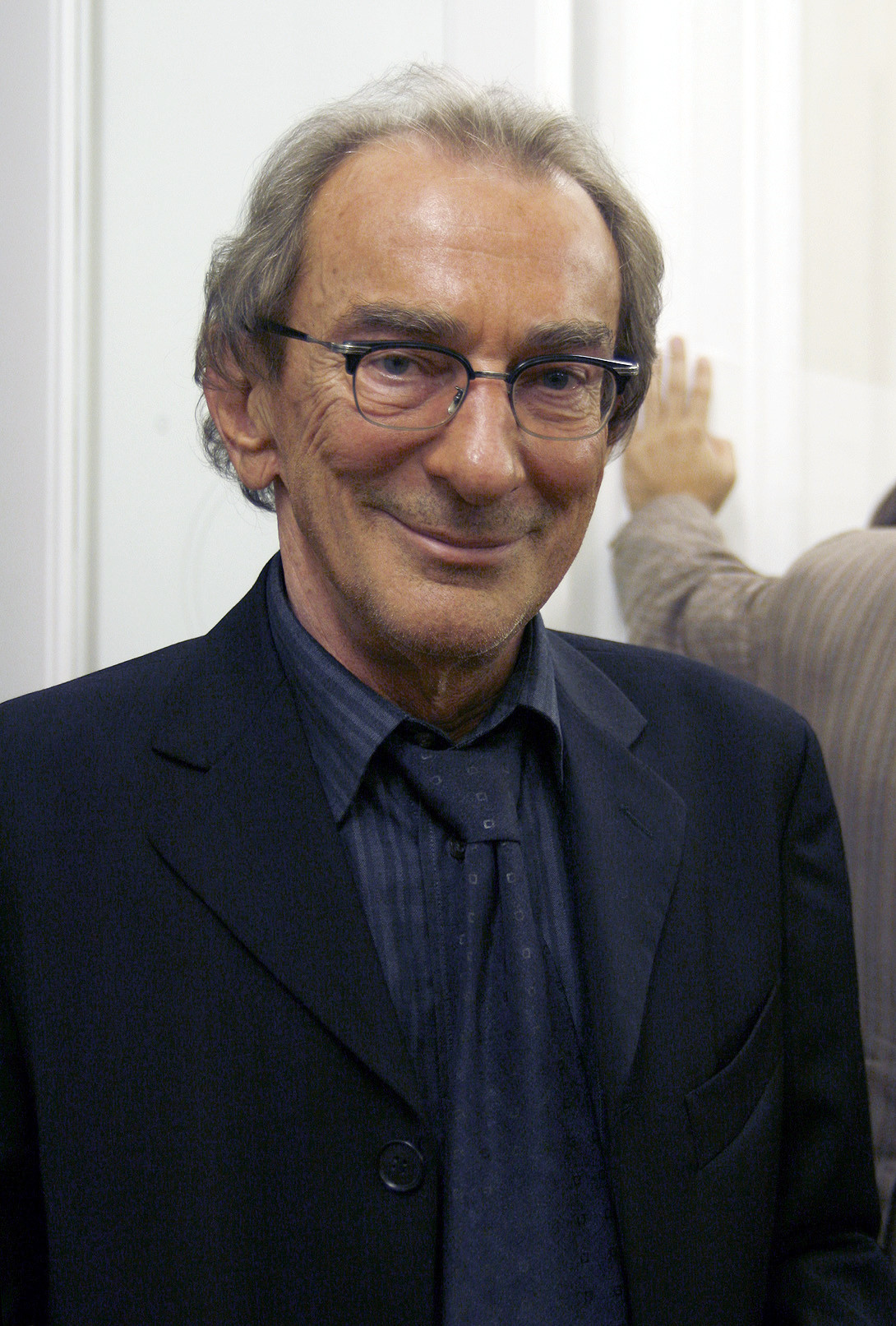
Ludwig Hirsch (1946–2011)

- Hirsch, Maïa (* 2003), französische Basketballspielerin
- Hirsch, Manfred (* 1962), deutscher Fußballspieler
- Hirsch, Marianne (* 1949), rumänisch-US-amerikanische Literaturwissenschaftlerin
- Hirsch, Marie (1848–1911), deutsche Schriftstellerin
- Hirsch, Martin (1913–1992), deutscher Rechtsanwalt, Politiker (SPD), MdL, MdB und Richter des Bundesverfassungsgerichts
- Hirsch, Martin (* 1969), deutscher Kunsthistoriker und Numismatiker
- Hirsch, Martin S. (* 1939), US-amerikanischer Mediziner und Virologe
- Hirsch, Mathias (* 1942), deutscher Psychiater und Psychoanalytiker
- Hirsch, Mathilde (1882–1952), Generalpriorin der Missions-Benediktinerinnen von Tutzing
- Hirsch, Maurice (* 1993), deutscher Fußballspieler
- Hirsch, Maurice de (1831–1896), deutsch-jüdischer Unternehmer und PhilanthropMaurice de Hirsch (1831–1896)

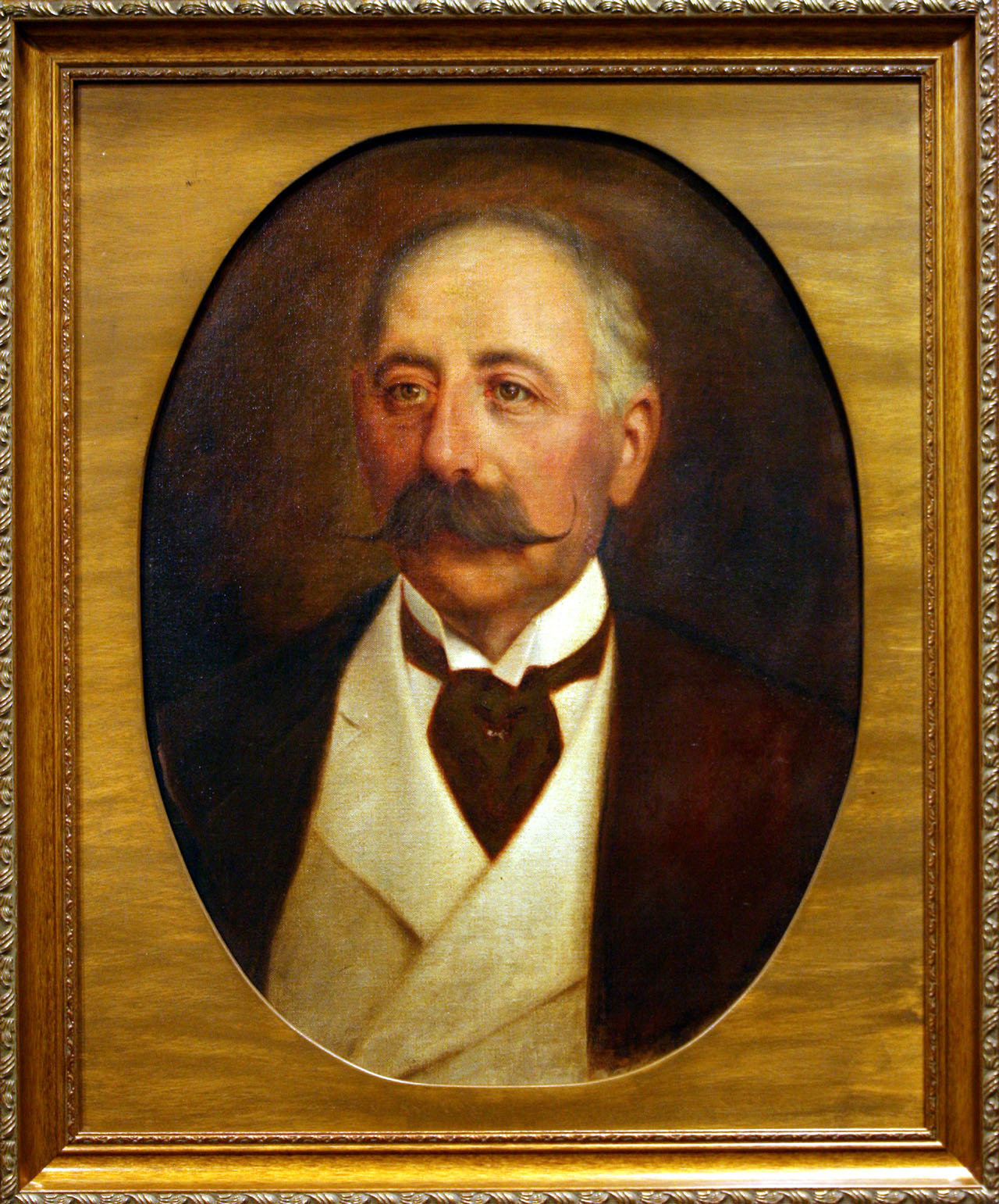
Maurice de Hirsch (1831–1896)

- Hirsch, Max (1832–1905), deutscher Verlagsbuchhändler, Mitbegründer der Gewerkvereine, Publizist und Politiker (DFP, DFG), MdR
- Hirsch, Max (* 1875), deutscher Arzt
- Hirsch, Max (1877–1948), deutscher Gynäkologe
- Hirsch, Meier († 1851), deutscher Mathematiker
- Hirsch, Melanie (* 1975), deutsche Opernsängerin (Sopran)
- Hirsch, Mendel (1833–1900), deutsch-jüdischer Pädagoge, Bibelkommentator und Dichter
- Hirsch, Michael (1958–2017), deutscher Komponist und Schauspieler
- Hirsch, Michael (* 1966), deutscher Philosoph, Politologe und Autor
- Hirsch, Michael Christian (1743–1796), deutsch-österreichischer Kaufmann, Schriftsteller, Übersetzer und Publizist
- Hirsch, Monika (* 1959), deutsche Sprinterin und Weitspringerin
- Hirsch, Morris (* 1933), US-amerikanischer Mathematiker
- Hirsch, Nadja (* 1978), deutsche Politikerin (FDP), MdEP
- Hirsch, Olaf (* 1960), deutscher Fußballspieler
- Hirsch, Olga (1889–1968), Buntpapierexpertin und Begründerin der Olga Hirsch Collection of Decorated Papers
- Hirsch, Oskar (1877–1965), österreichischer HNO-Arzt
- Hirsch, Otto (1885–1941), deutscher Jurist und Politiker
- Hirsch, Pablo, deutscher Laiendarsteller
- Hirsch, Paul (1860–1929), deutscher Bibliothekar und Klassischer Philologe
- Hirsch, Paul (1868–1940), deutscher Politiker (SPD), Ministerpräsident von Preußen (1918–1920)Paul Hirsch (1868–1940)

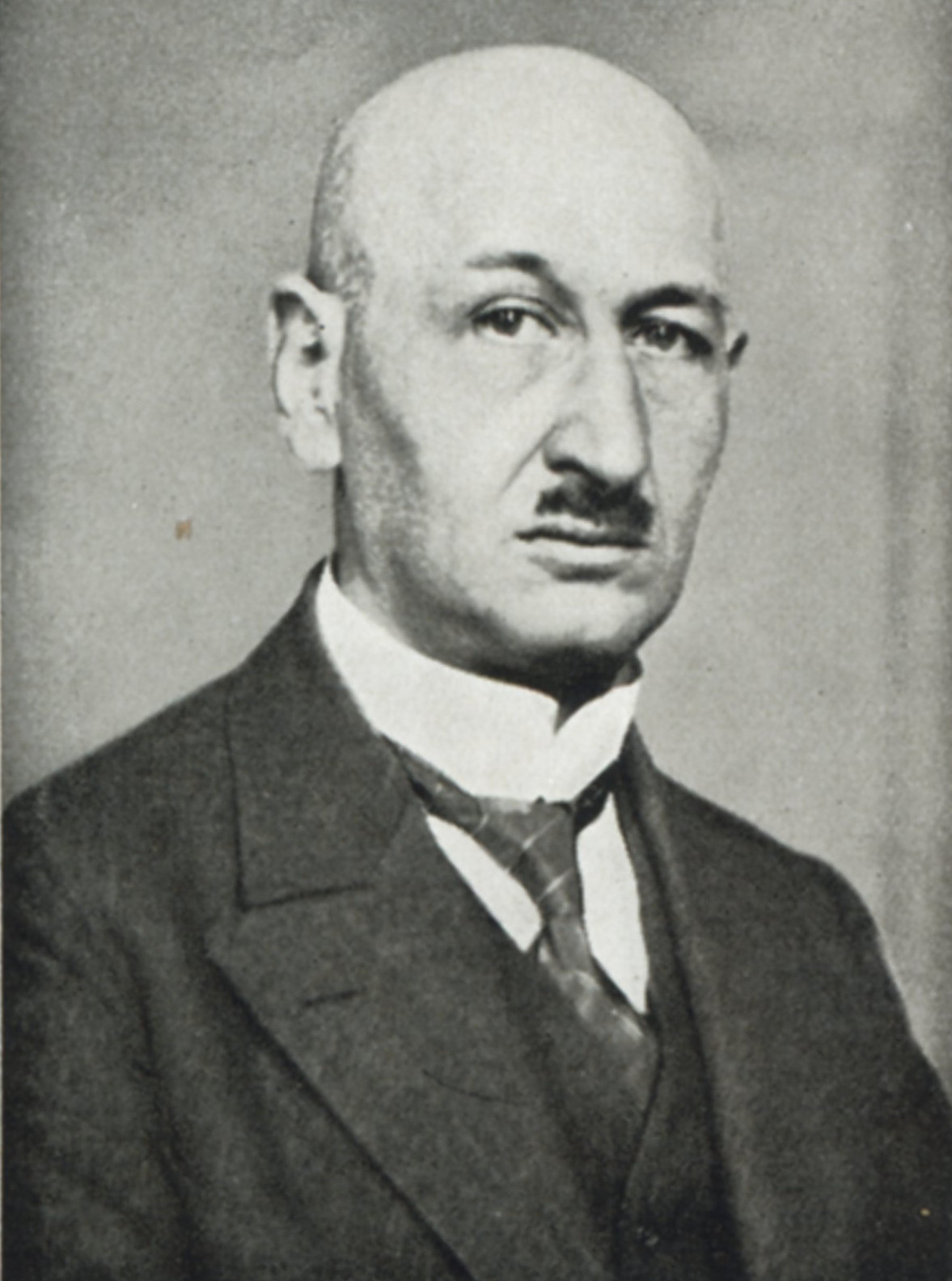
Paul Hirsch (1868–1940)

- Hirsch, Paul (1881–1951), Industrieller, bibliophiler Musiksammler
- Hirsch, Paul (1883–1961), deutscher Historiker
- Hirsch, Paul (1907–1945), deutscher Kommunist, Arbeiter und Widerstandskämpfer gegen den Nationalsozialismus
- Hirsch, Paul (* 1945), US-amerikanischer Filmeditor
- Hirsch, Paul (* 1958), deutscher Bildhauer und promovierter Philosoph
- Hirsch, Peter (1915–1989), österreichischer Politiker (ÖVP), Landtagsabgeordneter, Mitglied des Bundesrates
- Hirsch, Peter (* 1956), deutscher Dirigent
- Hirsch, Peter (* 1979), dänischer Eishockeytorwart
- Hirsch, Peter B. (* 1925), britischer Physiker
- Hirsch, Philipp Anton (1793–1846), deutscher Bauunternehmer
- Hirsch, Rahel (1870–1953), deutsche Ärztin, erste Frau, die im Königreich Preußen zur Professorin für Medizin ernannt wurdeRahel Hirsch (1870–1953)

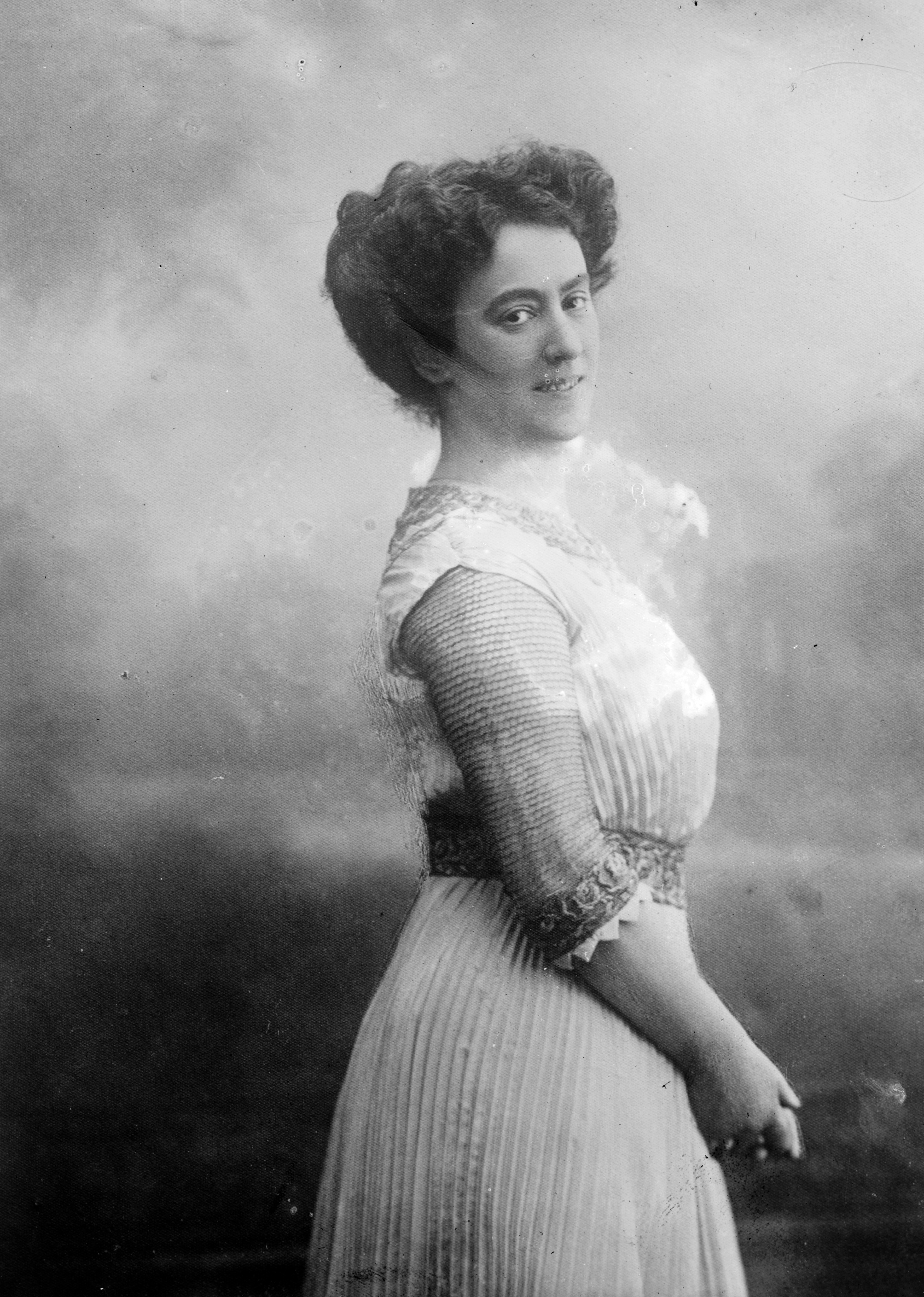
Rahel Hirsch (1870–1953)

- Hirsch, Rainer (1948–2009), deutscher Fernsehjournalist
- Hirsch, Ralf (* 1960), deutscher DDR-Oppositioneller und Menschenrechtler
- Hirsch, Richard (1882–1959), deutscher Glasmacher und Politiker
- Hirsch, Robert (1857–1939), deutscher Rechtsanwalt
- Hirsch, Robert (1925–2017), französischer Schauspieler
- Hirsch, Robert von (1883–1977), deutscher Industrieller und Kunstmäzen
- Hirsch, Rudi (1931–2021), deutscher Handballspieler
- Hirsch, Rudolf (1816–1872), österreichischer Dichter
- Hirsch, Rudolf (1903–1984), österreichischer Politiker (ÖVP), Landtagsabgeordneter
- Hirsch, Rudolf (1905–1996), deutscher Verleger, Kunst- und Literaturwissenschaftler
- Hirsch, Rudolf (1907–1998), deutsch-jüdischer Journalist und Gerichtsreporter
- Hirsch, Rudolf von (1869–1952), deutscher Kolonialoffizier
- Hirsch, Rudolf von (1875–1975), deutscher Physiker und Gutsbesitzer
- Hirsch, Samson Raphael (1808–1888), deutscher Rabbiner und SchriftstellerSamson Raphael Hirsch (1808–1888)

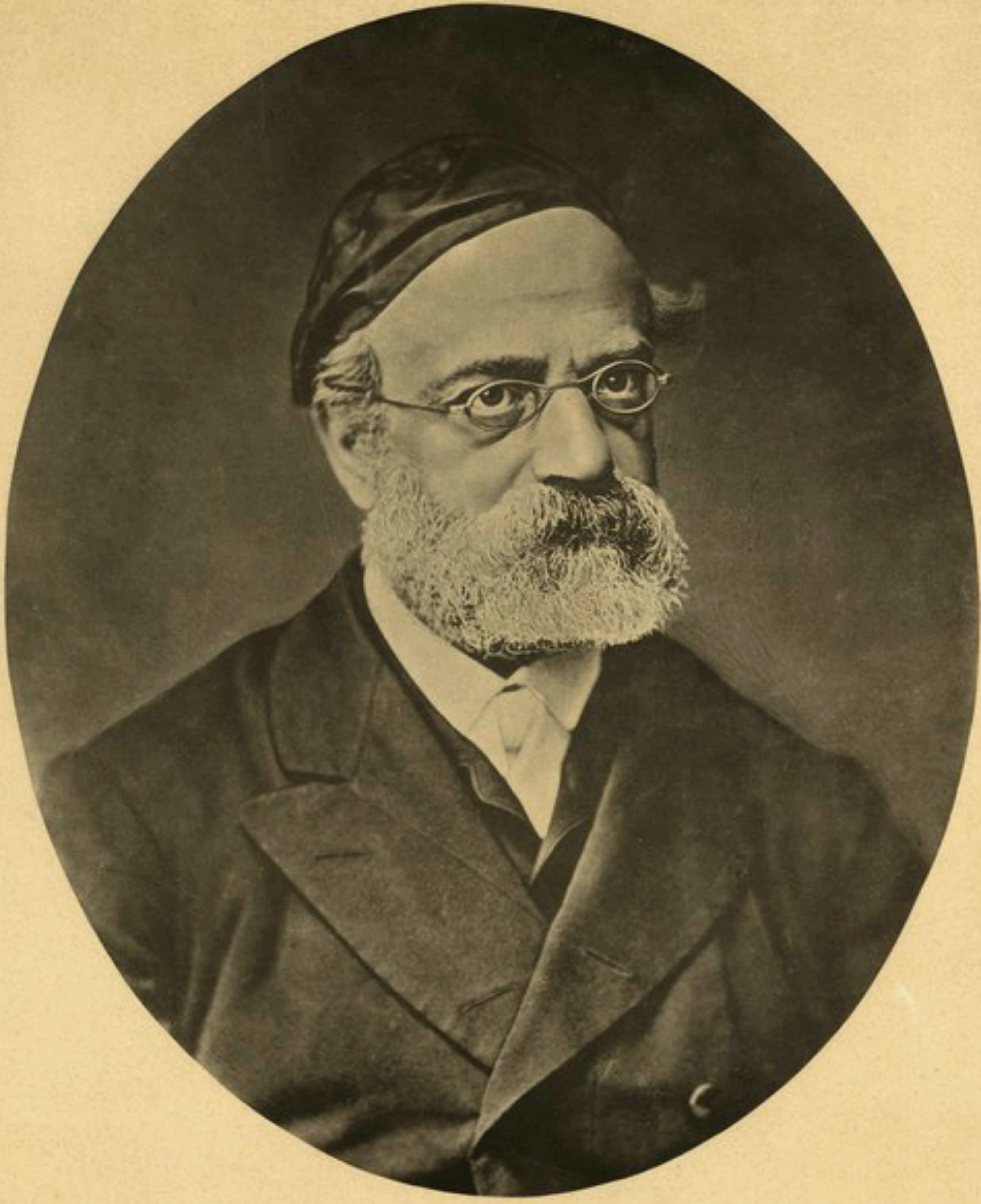
Samson Raphael Hirsch (1808–1888)

- Hirsch, Samuel (1815–1889), radikaler Reformrabbiner in Deutschland und Amerika
- Hirsch, Shelley (* 1952), US-amerikanische Sängerin und Komponistin
- Hirsch, Siegfried (1816–1860), deutscher Historiker
- Hirsch, Siegfried-Hermann (1945–2019), deutscher Verleger und Autor
- Hirsch, Sigmund (1845–1908), deutscher Unternehmer
- Hirsch, Simon (* 1992), deutscher Volleyballspieler
- Hirsch, Solomon (1839–1902), deutsch-amerikanischer Politiker, Unternehmer und Botschafter der Vereinigten Staaten im Osmanischen Reich
- Hirsch, Sophia (* 1987), deutsche Künstlerin und Comiczeichnerin
- Hirsch, Stefan (1899–1964), US-amerikanischer Maler
- Hirsch, Stefan (* 1975), österreichischer Politiker (SPÖ), Büroleiter der Staatssekretärin im Bundesministerium für Finanzen
- Hirsch, Ted († 1961), US-amerikanischer Techniker und Erfinder
- Hirsch, Theodor (1806–1881), deutscher Historiker
- Hirsch, Thomas (* 1967), deutscher Kommunalpolitiker, Oberbürgermeister von Landau in der Pfalz
- Hirsch, Tim (* 1990), deutscher American-Football-Spieler
- Hirsch, Tina (* 1943), US-amerikanische Filmeditorin
- Hirsch, Tomás (* 1956), chilenischer Politiker
- Hirsch, Udo (1933–2001), deutscher Jazzpianist
- Hirsch, Ulrich (1943–2005), deutscher Mathematiker
- Hirsch, Ursula (* 1952), Schweizer Künstlerin
- Hirsch, Viktor, österreichischer Tischtennisspieler
- Hirsch, Vladimír (* 1954), tschechischer Komponist und Instrumentalist
- Hirsch, Warren M. (1918–2007), US-amerikanischer Mathematiker
- Hirsch, Werner (1899–1941), deutscher Politiker und Redakteur
- Hirsch, Wilbert (* 1961), deutscher Filmkomponist und Musikproduzent
- Hirsch, Wilhelm (1861–1918), deutscher Syndikus und Politiker (NLP), MdR
- Hirsch, Wilhelm (* 1873), deutscher Politiker (SPD)
- Hirsch, Wilhelm (1887–1957), deutscher Gartenarchitekt und Landschaftsplaner
- Hirsch, Wilhelm (* 1998), deutscher Triathlet
- Hirsch, William († 1937), Psychiater und Neurologe
- Hirsch-Elias, Ada (1885–1975), österreichische Kinderärztin und Mitbegründerin der Organisation der Ärztinnen Wiens
- Hirsch-Giacomuzzi, Renate (1947–2013), deutsche Society-Lady
- Hirsch-Kreinsen, Hartmut (* 1948), deutscher Soziologe
- Hirsch-Luipold, Rainer (* 1967), deutscher Altphilologe und evangelischer Theologe
- Hirsch-Weber, Wolfgang (1920–2004), deutscher Kaufmann, Politikwissenschaftler und Hochschullehrer

###### Hirscha
- Hirschal, Adi (* 1948), österreichischer Schauspieler, Kabarettist und IntendantAdi Hirschal (* 1948)

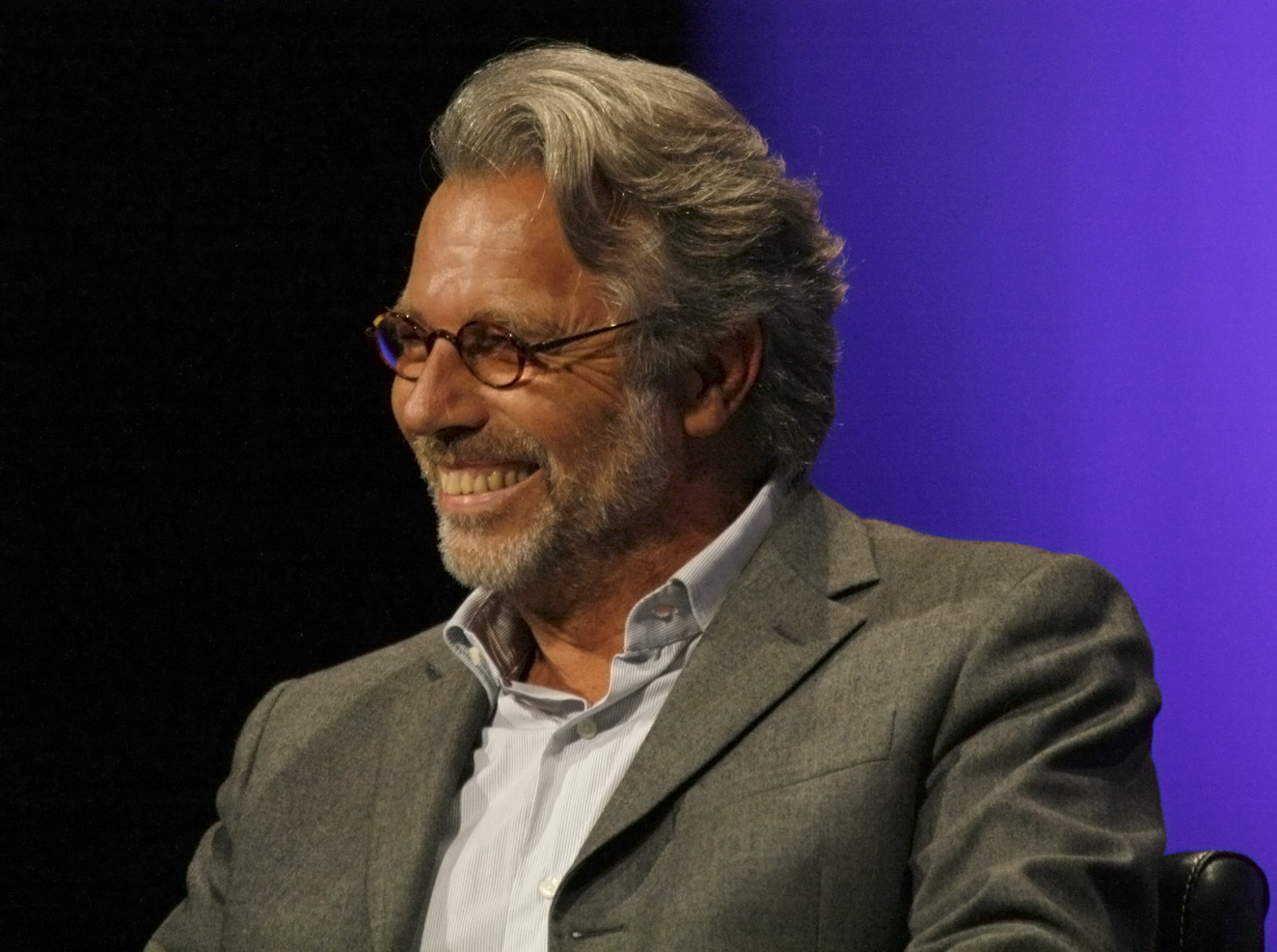
Adi Hirschal (* 1948)

- Hirschal, Maddalena (* 1983), österreichische Schauspielerin
- Hirschauer, André Auguste Edouard (1857–1943), französischer Général de division im Ersten Weltkrieg
- Hirschauer, Balthasar († 1508), Stiftspropst von Berchtesgaden
- Hirschauer, Friedrich (1883–1979), deutscher General der Flakartillerie im Zweiten Weltkrieg
- Hirschauer, Gerd (1928–2007), deutscher Redakteur und Publizist
- Hirschauer, Stefan (* 1960), deutscher Soziologe
- Hirschauer, Xaver (1888–1969), deutscher Politiker (Bayerischer Bauernbund), MdL

###### Hirschb
- Hirschbach, Hermann (1812–1888), deutscher Komponist, Musikkritiker, Schachschriftsteller, Herausgeber
- Hirschbach, Manfred (* 1952), deutscher Jazz- und Bluesmusiker
- Hirschbach, Wolfgang (1570–1620), deutscher Rechtswissenschaftler
- Hirschbäck, Richard (1937–2007), österreichischer Maler
- Hirschbein, Perez (1880–1948), jiddischer Schriftsteller
- Hirschberg, Agnes von, Äbtissin des Klarissenklosters Hof
- Hirschberg, August (1804–1885), deutscher Apotheker und Politiker
- Hirschberg, Bettina (* 1959), deutsche Künstlerin
- Hirschberg, Bruno (1899–1976), deutscher Politiker (CDU) der DDR
- Hirschberg, Corinna (* 1970), deutsche evangelische Theologin, Bundesstudierendenpfarrerin im Verband der Evangelischen Studierendengemeinden
- Hirschberg, Else (1892–1942), deutsche Chemikerin
- Hirschberg, Ernst (1859–1906), deutscher Statistiker
- Hirschberg, Franz Josef (* 1864), tschechoslowakischer Stenograph, Lehrer und Kommunalpolitiker
- Hirschberg, Georg (1873–1955), deutscher Jurist
- Hirschberg, Hermann von (1785–1814), bayerischer Kavallerieoffizier, Ritter des Militär-Max-Joseph-Ordens und der französischen Ehrenlegion
- Hirschberg, Jens (* 1964), deutscher Weitspringer
- Hirschberg, Jens (* 1988), deutscher Basketballspieler
- Hirschberg, Johann (1847–1910), deutscher Geistlicher und Politiker (Zentrum), MdR
- Hirschberg, Julia (* 1950), US-amerikanische Informatikerin und Hochschullehrerin
- Hirschberg, Julius (1843–1925), deutscher Mediziner, Medizinhistoriker und Hochschullehrer
- Hirschberg, Karl Friedrich († 1790), deutscher Maler
- Hirschberg, Karl Richard (1820–1886), deutscher Jurist und Politiker (LRP), MdR, MdL (Königreich Sachsen)
- Hirschberg, Karl von (1855–1927), bayerischer Generalleutnant
- Hirschberg, Katharina (* 2001), deutsche Schauspielerin
- Hirschberg, Leopold (1867–1929), deutscher Musikwissenschaftler
- Hirschberg, Lora (* 1963), US-amerikanische Tontechnikerin
- Hirschberg, Max (1883–1964), deutscher Rechtsanwalt
- Hirschberg, Michael (1889–1937), deutscher Jurist, Sozialdemokrat und Widerstandskämpfer gegen das NS-Regime
- Hirschberg, Paul (1901–1999), deutscher paramilitärischer Aktivist und SS-Führer
- Hirschberg, Rüdiger von (1907–1987), deutscher Filmproduzent und Herstellungsleiter
- Hirschberg, Rudolf (1867–1943), deutscher Schriftsteller
- Hirschberg, Walter (1904–1996), österreichischer Ethnologe
- Hirschberger, Egon Maximilian (1924–1975), deutscher Bibliothekar
- Hirschberger, Johannes (1900–1990), deutscher katholischer Theologe und Philosoph
- Hirschberger, Marco (* 1996), österreichischer Eishockeyspieler
- Hirschberger, Traugott (1811–1897), deutscher und Politiker (DFP), MdR
- Hirschberger, Winfried (* 1945), deutscher Politiker (SPD)
- Hirschbichler, Adelheid (* 1959), österreichische Politikerin (SPÖ), Salzburger Landtagsabgeordnete
- Hirschbichler, Albert (1931–1959), deutsch-österreichischer Bergsteiger
- Hirschbichler, Barbara (* 1959), deutsche Extrembergsteigerin
- Hirschbichler, Bernd (* 1984), österreichischer Fußballschiedsrichter
- Hirschbichler, Gabriele (* 1983), deutsche Eisschnellläuferin
- Hirschbichler, Patricia (* 1954), österreichische Schauspielerin
- Hirschbiegel, Jan (* 1959), deutscher Historiker
- Hirschbiegel, Oliver (* 1957), deutscher RegisseurOliver Hirschbiegel (* 1957)

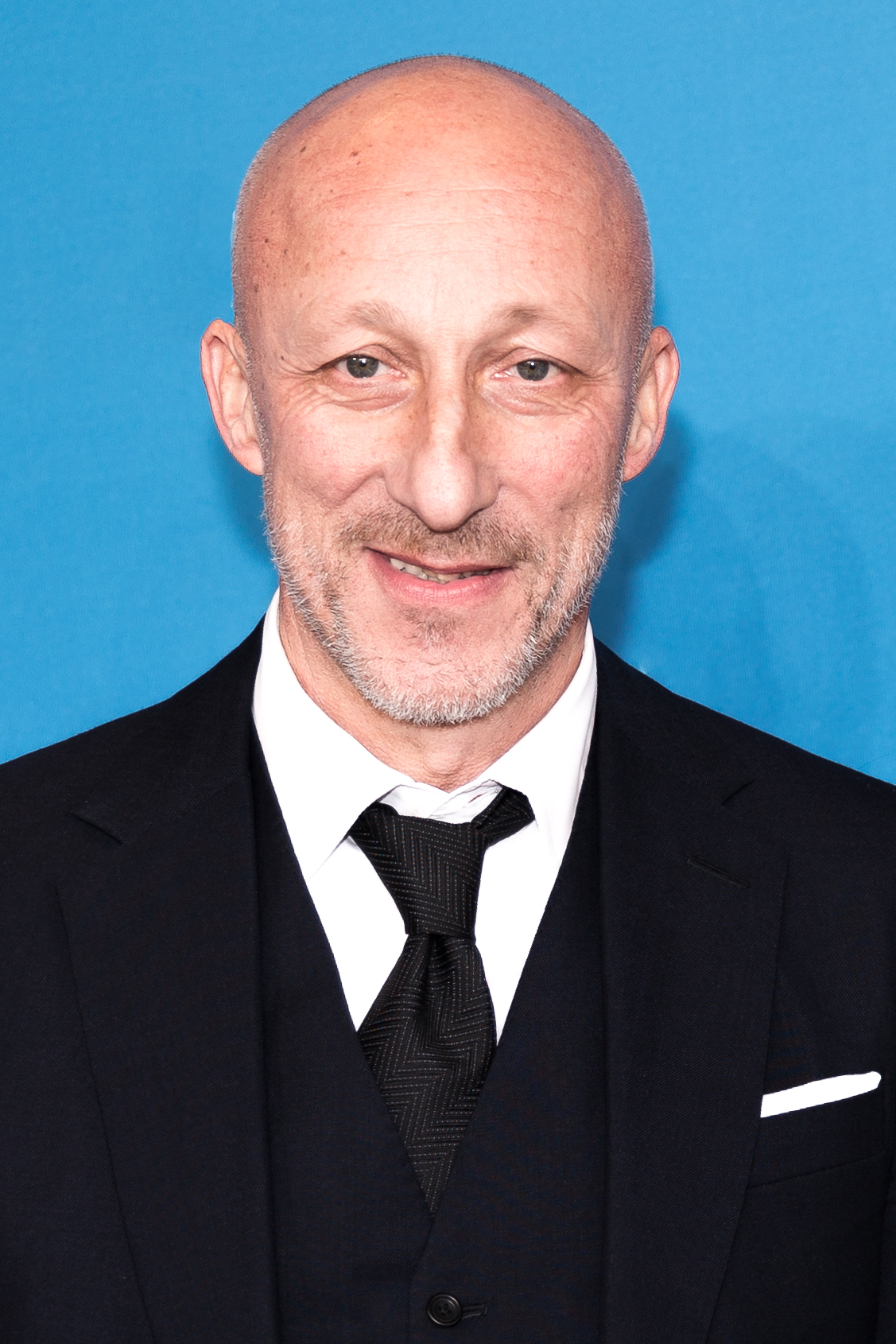
Oliver Hirschbiegel (* 1957)

- Hirschbold, Karl (1908–1994), österreichischer Lehrer, Buchautor und Radiojournalist
- Hirschbrich, Georg (1939–2012), römisch-katholischer Geistlicher
- Hirschbrunn, Gustav (* 1825), deutscher Gutsbesitzer und Abgeordneter
- Hirschbühl, Christian (* 1990), österreichischer Skirennläufer
- Hirschburger, Klaus (* 1963), deutscher Autor, Songwriter und Produzent

###### Hirsche
- Hirsche, František (1878–1971), böhmischer Radsportler
- Hirsche, Georg Karl (1816–1892), deutscher lutherischer Theologe und Pädagoge
- Hirschel, Bernhard (1815–1874), deutscher Politiker und Mediziner
- Hirschel, Joseph (1817–1885), deutscher katholischer Theologe
- Hirschel, Moses (1754–1818), deutscher Aufklärer, Schriftsteller und Schach-Autor
- Hirschel, Otto (1862–1919), deutscher Architekt und Politiker, MdR
- Hirschell, Solomon (1761–1842), Großrabbiner von Großbritannien
- Hirschenauer, Benedikt (1884–1951), deutscher Politiker (CSU), MdL
- Hirschenauer, Max (1885–1955), österreichischer Maler
- Hirschensohn, Chaim (1857–1935), Herausgeber jüdischer Schriften sowie Großrabbiner von Hoboken (New Jersey)
- Hirscher, Ferdinand (* 1955), österreichischer Alpinskitrainer
- Hirscher, Heinz E. (1927–2011), deutscher Künstler
- Hirscher, Johann Baptist von (1788–1865), deutscher Theologe
- Hirscher, Josef (1930–1983), österreichischer Finanzbeamter und Politiker (SPÖ), Abgeordneter zum Nationalrat
- Hirscher, Marcel (* 1989), österreichischer SkirennläuferMarcel Hirscher (* 1989)

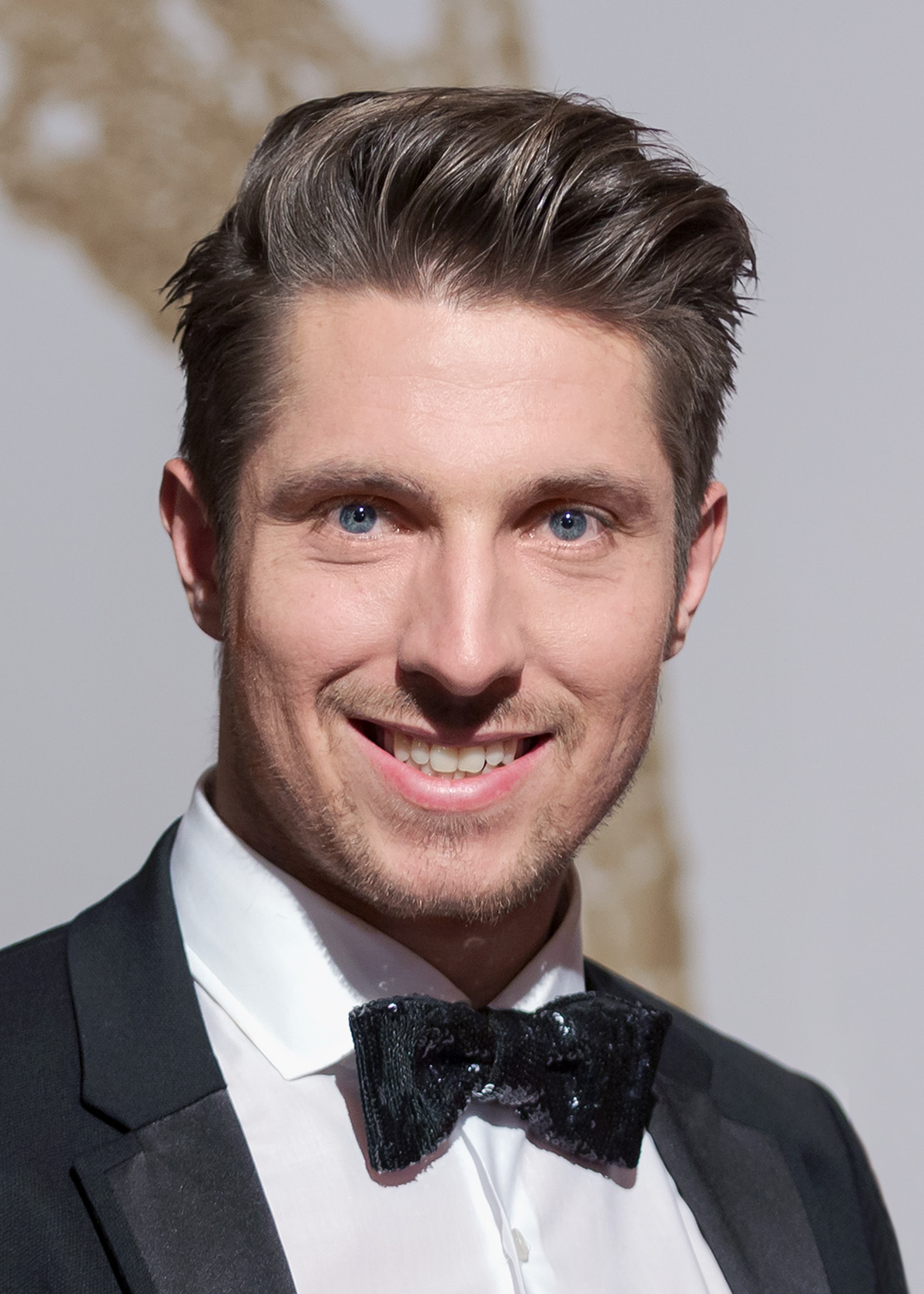
Marcel Hirscher (* 1989)

###### Hirschf
- Hirschfeld, Al (1903–2003), US-amerikanischer Cartoonzeichner
- Hirschfeld, Alexander (1892–1974), deutscher Politiker (FDP, DKP-DRP), MdL
- Hirschfeld, Alexander Adolf von (1787–1858), preußischer General
- Hirschfeld, Caspar René (* 1965), deutscher Komponist und Violinist
- Hirschfeld, Christian Cay Lorenz (1742–1792), dänischer Universitätslehrer der Philosophie und der Schönen Künste sowie Verfasser eines Regelwerks zur Gartenkunst
- Hirschfeld, Claudia (* 1968), deutsche Showorganistin, Komponistin und Schriftstellerin
- Hirschfeld, Dorothea (1877–1966), Wegbereiterin der Sozialen Arbeit in Deutschland und Politikerin (SPD)
- Hirschfeld, Emil (1903–1968), deutscher Leichtathlet
- Hirschfeld, Enrico (* 1987), deutscher Koch
- Hirschfeld, Ephraim Joseph († 1820), deutsch-jüdischer Mystiker der Aufklärungszeit, Kabbalist und aktiver Freimaurer
- Hirschfeld, Eugen von (1784–1811), deutscher Offizier und Freiheitskämpfer
- Hirschfeld, Ferdinand von (1792–1863), preußischer General der Infanterie
- Hirschfeld, Franz (1868–1924), deutscher Schriftsteller, Dramatiker und Lyriker
- Hirschfeld, Franz (1893–1979), deutscher Politiker (SPD), MdA
- Hirschfeld, Fritz (1886–1944), deutscher jüdischer Richter, ermordet in Auschwitz
- Hirschfeld, Georg (1873–1942), deutscher Schriftsteller jüdischer Herkunft
- Hirschfeld, Gerald (1921–2017), US-amerikanischer Kameramann
- Hirschfeld, Gerhard (* 1946), deutscher Historiker
- Hirschfeld, Gordon, deutscher Basketballspieler
- Hirschfeld, Gustav (1847–1895), deutscher Klassischer Archäologe
- Hirschfeld, Gustav (1857–1938), deutscher Jurist und Politiker
- Hirschfeld, Hans (1873–1944), deutscher Hämatologe
- Hirschfeld, Hans Emil (1894–1971), deutscher Journalist und Politiker (SPD), MdA
- Hirschfeld, Hans-Richard (1900–1988), deutscher Botschafter
- Hirschfeld, Harald von (1912–1945), deutscher Offizier, zuletzt Generalleutnant im Zweiten Weltkrieg
- Hirschfeld, Hartwig (1854–1934), britischer Orientalist
- Hirschfeld, Imanuel (* 1977), schwedischer Badmintonspieler
- Hirschfeld, James (* 1940), britischer Mathematiker
- Hirschfeld, Joseph († 1848), Lehrer und Publizist
- Hirschfeld, Karl Friedrich von (1747–1818), preußischer General der Infanterie
- Hirschfeld, Karl von (1800–1878), preußischer Generalmajor und Kommandant von Glogau
- Hirschfeld, Kurt (1902–1964), deutscher Dramaturg und Regisseur
- Hirschfeld, Kurt (1902–1994), deutscher Bauingenieur
- Hirschfeld, Lars (* 1978), kanadischer Fußballtorwart mit deutscher Staatsangehörigkeit
- Hirschfeld, Leo Jehuda (1867–1933), deutscher Rabbiner
- Hirschfeld, Ludwig (* 1882), österreichischer Schriftsteller, Journalist und Theatersekretär
- Hirschfeld, Ludwig von (1842–1895), preußischer Offizier, Diplomat und Schriftsteller
- Hirschfeld, Magnus (1868–1935), deutscher Nervenarzt, Sexualforscher, Vordenker der Homosexuellen-Bewegung und AutorMagnus Hirschfeld (1868–1935)

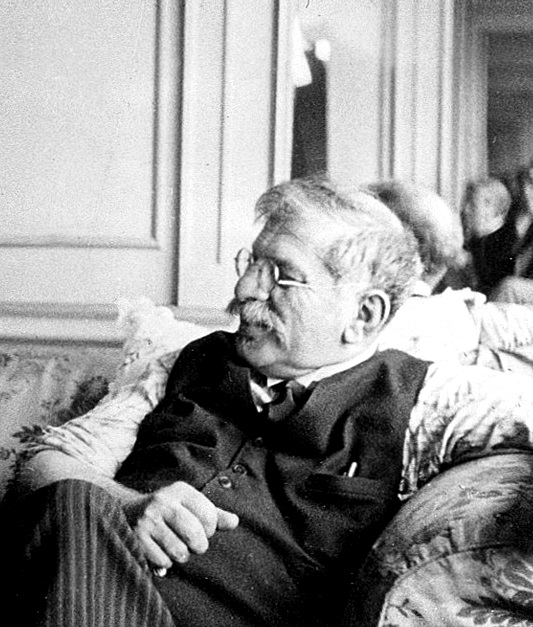
Magnus Hirschfeld (1868–1935)

- Hirschfeld, Mary, US-amerikanische Wirtschaftswissenschaftlerin und römisch-katholische Theologin
- Hirschfeld, Max (1860–1944), deutscher Schriftsteller in Berlin
- Hirschfeld, Michael (* 1971), deutscher Historiker
- Hirschfeld, Moritz von (1790–1859), preußischer General der Infanterie
- Hirschfeld, Nurit (* 1992), Schweizer Schauspielerin
- Hirschfeld, Otto (1843–1922), deutscher Althistoriker und Epigraphiker
- Hirschfeld, Otto Christian von (1909–1945), deutscher Jurist und Landrat
- Hirschfeld, Paul (1847–1904), deutscher Nationalökonom, Journalist und Schriftsteller
- Hirschfeld, Peter (1900–1988), deutscher Kunsthistoriker und Denkmalpfleger
- Hirschfeld, Peter (1921–2011), deutscher Sportmediziner
- Hirschfeld, Peter (* 1957), US-amerikanischer Physiker
- Hirschfeld, Philipp (1840–1896), deutscher Schachmeister
- Hirschfeld, Robert (1857–1914), österreichischer Musikpädagoge und Musikkritiker
- Hirschfeld, Ruth (* 1952), Schweizer Casting-Agentin
- Hirschfeld, Siegfried (1937–2022), deutscher Kommunalpolitiker (SED), Oberbürgermeister von Erfurt
- Hirschfeld, Ursula (* 1953), deutsche Sprachwissenschaftlerin und Germanistin
- Hirschfeld, Wilhelm (1795–1874), deutscher Agrarwissenschaftler, Landwirt und Politiker
- Hirschfeld, Wolfgang (1916–2005), deutscher Soldat der Kriegsmarine im Zweiten Weltkrieg
- Hirschfeld, Yizhar (1950–2006), israelischer Archäologe
- Hirschfeld, Yohana R., deutsche Malerin und Videokünstlerin
- Hirschfeld-Mack, Ludwig (1893–1965), deutsch-australischer Künstler
- Hirschfeld-Maler, griechischer spätgeometrischer Vasenmaler
- Hirschfeld-Skidmore, Stephan (1878–1955), deutscher Politiker (WdF), MdBB
- Hirschfeld-Tiburtius, Henriette (1834–1911), erste deutsche Zahnärztin
- Hirschfelder, Dagmar (* 1973), deutsche Kunsthistorikerin
- Hirschfelder, David (* 1960), australischer Musiker und Komponist von Filmmusik
- Hirschfelder, Egbert (1942–2022), deutscher Ruderer
- Hirschfelder, Elizabeth (1902–2002), US-amerikanische Mathematikerin und Hochschullehrerin
- Hirschfelder, Gerhard (1907–1942), deutscher Geistlicher, Jugendseelsorger der ehemaligen Grafschaft GlatzGerhard Hirschfelder (1907–1942)

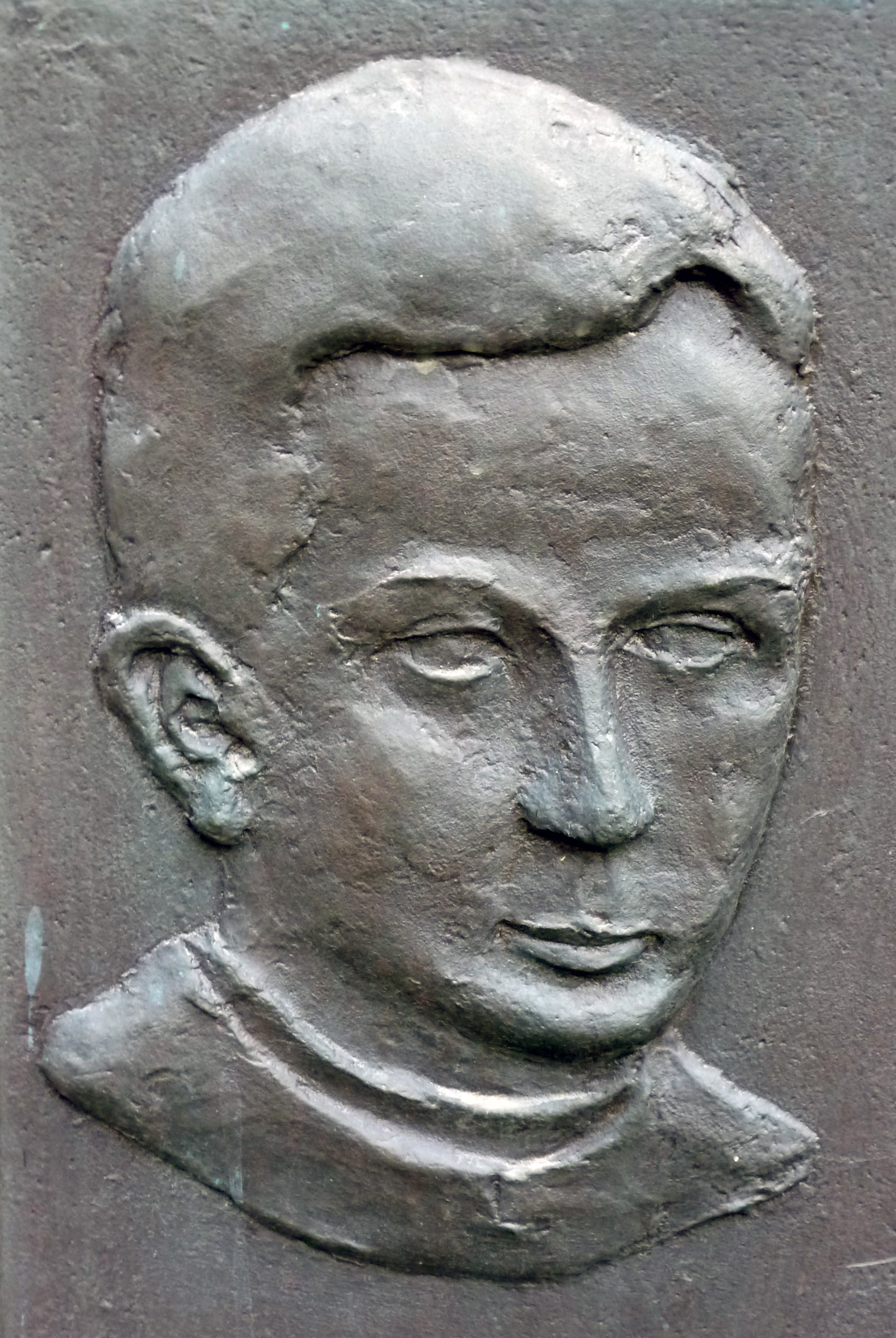
Gerhard Hirschfelder (1907–1942)

- Hirschfelder, Gunther (* 1961), deutscher Kulturanthropologe und Volkskundler
- Hirschfelder, Isidor (1878–1941), deutscher Arzt
- Hirschfelder, Joseph O. (1911–1990), US-amerikanischer theoretischer Chemiker und Physiker
- Hirschfelder, Salomon (1831–1903), deutscher Maler
- Hirschfelder-Stüve, Hella (1905–1977), deutsche bildende Künstlerin

###### Hirschh
- Hirschhausen, Christian von (* 1964), deutscher Wirtschaftswissenschaftler
- Hirschhausen, Eckart von (* 1967), deutscher Arzt und KabarettistEckart von Hirschhausen (* 1967)

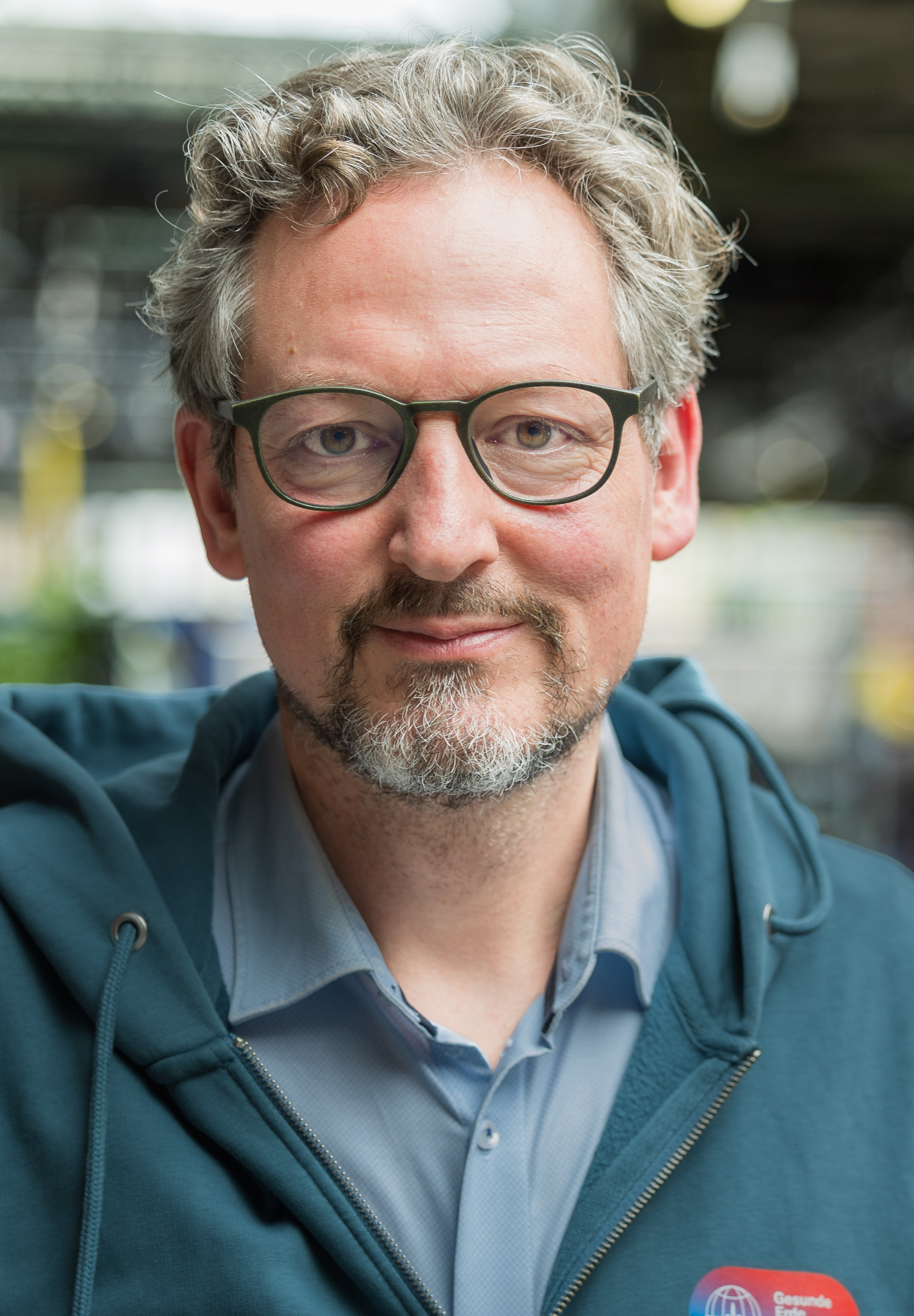
Eckart von Hirschhausen (* 1967)

- Hirschhausen, Ulrike von (* 1964), deutsche Historikerin und Hochschullehrerin
- Hirschheydt, Gustav von (1853–1934), deutschbaltischer Dichter und Jurist
- Hirschheydt, Harro von (1925–2017), deutsch-baltischer Buchhändler und Verleger
- Hirschhofer, Ingrid (* 1963), österreichische Grasskiläuferin
- Hirschhofer, Thomas (* 1992), österreichischer Fußballspieler
- Hirschhorn, Joel (1937–2005), US-amerikanischer Komponist und Songschreiber
- Hirschhorn, Konrad von († 1413), Domherr in Mainz und Speyer, Gründer des Karmeliterklosters Hirschhorn
- Hirschhorn, Kurt (1926–2022), US-amerikanischer Genetiker
- Hirschhorn, Norbert (* 1938), US-amerikanischer Internist und Gesundheitswissenschaftler
- Hirschhorn, Rudolf (1834–1921), Landtagsabgeordneter Großherzogtum Hessen
- Hirschhorn, Thomas (* 1957), Schweizer Künstler

###### Hirschi
- Hirschi, Alexandra (* 1985), australische Moderatorin, Vloggerin und InfluencerinAlexandra Hirschi (* 1985)

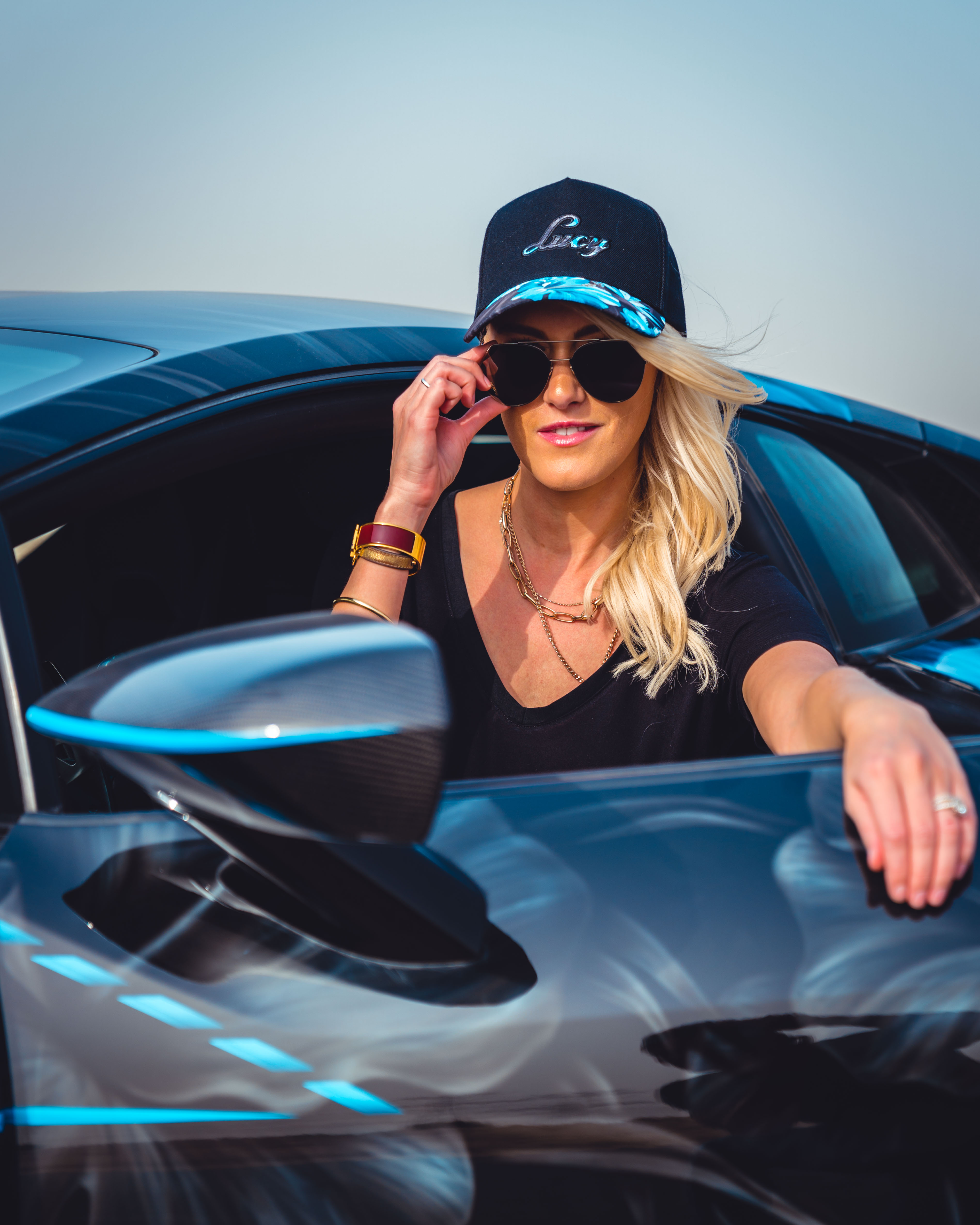
Alexandra Hirschi (* 1985)

- Hirschi, Caspar (* 1975), Schweizer Historiker
- Hirschi, Godi (1932–2017), Schweizer Maler, Grafiker und Lehrer aus dem Kanton Luzern
- Hirschi, Irma (* 1951), Schweizer Politikerin (PSA)
- Hirschi, Jonathan (* 1986), Schweizer Auto-Rennfahrer
- Hirschi, Marc (* 1998), Schweizer Radsportler
- Hirschi, Pascal (* 1991), deutscher Taekwon-Do Sportler
- Hirschi, Steve (* 1981), Schweizer Eishockeyspieler
- Hirschi, Travis (1935–2017), US-amerikanischer Kriminologe und Soziologe
- Hirsching, Friedrich Karl Gottlob (1762–1800), deutscher Lexikograph und Hochschullehrer
- Hirschinger, Frank (* 1966), deutscher Historiker und Klarinettist
- Hirschinger, Pierre (1905–1983), französischer Radrennfahrer

###### Hirschl
- Hirschl, Elias (* 1994), österreichischer Autor, Poetry-Slammer und Musiker
- Hirschl, Emérico (1900–1973), ungarischer Fußballspieler und -trainer
- Hirschl, Friedrich (* 1956), deutscher Lyriker und Pastoralreferent
- Hirschl, Nikolaus (1908–1991), österreichischer Ringer
- Hirschl, Ran (* 1963), israelischer Verfassungsrechtler und Politikwissenschaftler
- Hirschland, Georg (1885–1942), deutscher Bankier, Mäzen
- Hirschland, Isaac (1845–1912), deutscher Bankier, Kommunalpolitiker
- Hirschland, Kurt (1882–1957), deutscher Bankier, Kommunalpolitiker, Unternehmer
- Hirschland, Moses (1810–1888), deutscher Arzt
- Hirschland, Simon (1807–1885), deutscher Bankier
- Hirschle, Monika (* 1957), deutsche Schauspielerin, Hörspielsprecherin, Theaterautorin und -regisseurin
- Hirschleber, Hans Bodo (1934–2020), deutscher Geophysiker
- Hirschler, Christoph (* 1990), österreichischer Fernsehmoderator, Schauspieler und Entertainer
- Hirschler, Franz (1881–1956), deutscher Rechtsanwalt und Kommunalpolitiker (SPD)
- Hirschler, Herbert (* 1948), deutscher Volkswirt und ehemaliger Staatssekretär
- Hirschler, Herbert (* 1965), österreichischer Liedtexter
- Hirschler, Horst (1933–2023), evangelischer Theologe, Bischof der Evangelisch-lutherischen Landeskirche HannoversHorst Hirschler (1933–2023)

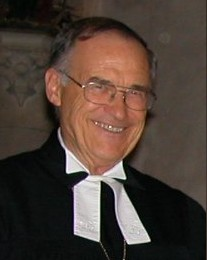
Horst Hirschler (1933–2023)

- Hirschler, Ivo (* 1931), österreichischer Journalist, Schriftsteller und Hörspielautor
- Hirschler, Klaus (* 1966), österreichischer Wirtschaftswissenschaftler
- Hirschler, Konrad (* 1971), deutscher Islamwissenschaftler
- Hirschler, Otto Heinrich (1913–2001), deutscher Raketenpionier
- Hirschler, Susanna (* 1974), österreichische Schauspielerin
- Hirschler, Žiga (1894–1941), jugoslawischer Komponist und Musikkritiker

###### Hirschm
- Hirschman, Albert O. (1915–2012), US-amerikanischer Soziologe und Ökonom
- Hirschmann, Adam (1856–1933), deutscher Geistlicher und Diözesanhistoriker
- Hirschmann, Anne (* 1935), deutsche Politikerin (SPD), MdL
- Hirschmann, Anton (1953–2019), österreichischer Fußballspieler, -funktionär, Citymanager und Tourismusmanager
- Hirschmann, Carl Anton Wilhelm (1877–1951), niederländischer Bankier und Fußballfunktionär
- Hirschmann, Clara (1813–1835), österreichische Theaterschauspielerin
- Hirschmann, Frank G. (1955–2021), deutscher Historiker
- Hirschmann, Gerhard (1951–2019), österreichischer Politiker (ÖVP, Liste Hirschmann), Landtagsabgeordneter
- Hirschmann, Gerhard (* 1993), österreichischer Politiker (FPÖ)
- Hirschmann, Günter (1935–2023), deutscher Fußballspieler
- Hirschmann, Hans (1893–1968), deutscher Politiker, Landrat (CDU)
- Hirschmann, Hans (* 1930), deutscher Fernsehproduzent
- Hirschmann, Ira Arthur (1901–1989), US-amerikanischer Geschäftsmann, Musiker, Nazigegner, Fluchthelfer und Nahostexperte
- Hirschmann, Johann Martin (* 1803), deutscher Politiker, Unternehmer
- Hirschmann, Johannes B. (1908–1981), deutscher Sozialethiker
- Hirschmann, Julie (1812–1908), deutsche Schriftstellerin
- Hirschmann, Marc M., US-amerikanischer Geologe
- Hirschmann, Matthäus (* 2005), österreichischer Fußballspieler
- Hirschmann, Nicole, deutsche Journalistin, Hörfunk- und Fernsehmoderatorin
- Hirschmann, Otto (1889–1962), schweizerisch-niederländischer Kunsthistoriker und Kunsthändler
- Hirschmann, Ralph (1922–2009), US-amerikanischer Chemiker
- Hirschmann, Ursula (1913–1991), deutsche Aktivistin
- Hirschmann, Wolf (* 1960), deutscher Unternehmer, Berater, Autor und Redner
- Hirschmann, Wolfgang (1937–2025), deutscher Musikproduzent und Tonmeister
- Hirschmann, Wolfgang (* 1960), deutscher Musikwissenschaftler
- Hirschmeier, Alfred (1931–1996), deutscher Szenen- und Bühnenbildner
- Hirschmeier, Johannes (1921–1983), deutscher Wirtschaftswissenschaftler
- Hirschmentzl, Christian (1638–1703), Mönch und Schriftsteller
- Hirschmugl, Alois (* 1960), österreichischer Brigadier des Bundesheeres und Unternehmensberater
- Hirschmüller, Albrecht (* 1947), deutscher Arzt und Medizinhistoriker
- Hirschmüller, Hans (* 1940), rumänisch-deutscher Autor, Regisseur und Schauspieler

###### Hirscho
- Hirschovits, Kim (* 1982), finnischer Eishockeyspieler
- Hirschowitz, André (* 1944), französischer Mathematiker
- Hirschowitz, Basil (1925–2013), südafrikanisch-US-amerikanischer Gastroenterologe

###### Hirschr
- Hirschring, Paul, deutscher Fechtsportler

###### Hirschs
- Hirschson, Avraham (1941–2022), israelischer Politiker
- Hirschsprung, Harald (1830–1916), dänischer Pädiater
- Hirschsprung, Heinrich (1836–1908), dänischer Unternehmer, Kunstmäzen und Kunstsammler
- Hirschstötter, Johann Georg, kurfürstlicher Hofmaurermeister in Landshut
- Hirschstötter, Johann Lorenz (1701–1758), Hofmaurermeister der Freisinger Fürstbischöfe

###### Hirscht
- Hirscht, Jobst (* 1948), deutscher Leichtathlet und Olympiamedaillengewinner
- Hirschter, Dunya (1954–2008), jugoslawisch-kroatische Textil-Künstlerin der Art brut

###### Hirschv
- Hirschvogel (* 1966), deutscher Bildender Künstler
- Hirschvogel, Augustin (1503–1553), deutscher Künstler, Geometer und Kartograf
- Hirschvogel, Endres II. (1513–1550), Nürnberger Kaufmann
- Hirschvogel, Lienhard (1504–1549), deutscher Kaufmann und Fernhändler
- Hirschvogel, Veit (1461–1526), Glasmaler

###### Hirschw
- Hirschwald, August (1774–1848), deutscher Verleger
- Hirschwald, Julius (1845–1928), deutscher Kristallograph, Mineraloge und Petrograf
- Hirschwälder, Franz (1843–1886), deutscher katholischer Theologe, der altkatholischen Kirche nahestehend

#### Hirse
- Hirsekorn, Hans (1887–1960), deutscher Rechtsanwalt, Notar und Politiker in Südwestafrika

#### Hirsh
- Hirsh, Albert (1915–2003), US-amerikanischer Pianist und Musikpädagoge
- Hirsh, David Julian (* 1973), kanadischer Schauspieler
- Hirsh, Edward, Spezialeffektkünstler
- Hirsh, Hallee (* 1987), US-amerikanische Filmschauspielerin und Filmproduzentin
- Hirsh, Jack (* 1935), kanadischer Hämostaseologe
- Hirsh, Nurit (* 1942), israelische Komponistin und Dirigentin
- Hirshfeld, Allen (1944–2016), israelisch-deutscher Physiker und Hochschullehrer
- Hirshfeld, Ariella (* 1980), deutsche Schauspielerin
- Hirshfield, Desmond, Baron Hirshfield (1913–1993), britischer Wirtschaftsmanager
- Hirshfield, Jeff (* 1955), amerikanischer Jazzschlagzeuger
- Hirshfield, Morris (1872–1946), US-amerikanischer Maler
- Hirshhorn, Joseph Hermann (1899–1981), amerikanischer Unternehmer, Finanzier und Kunstsammler

#### Hirsi
- Hirsi Ali, Ayaan (* 1969), niederländisch-amerikanische Politikerin, Politikwissenschaftlerin, Frauenrechtlerin und Islamkritikerin somalischer HerkunftAyaan Hirsi Ali (* 1969)

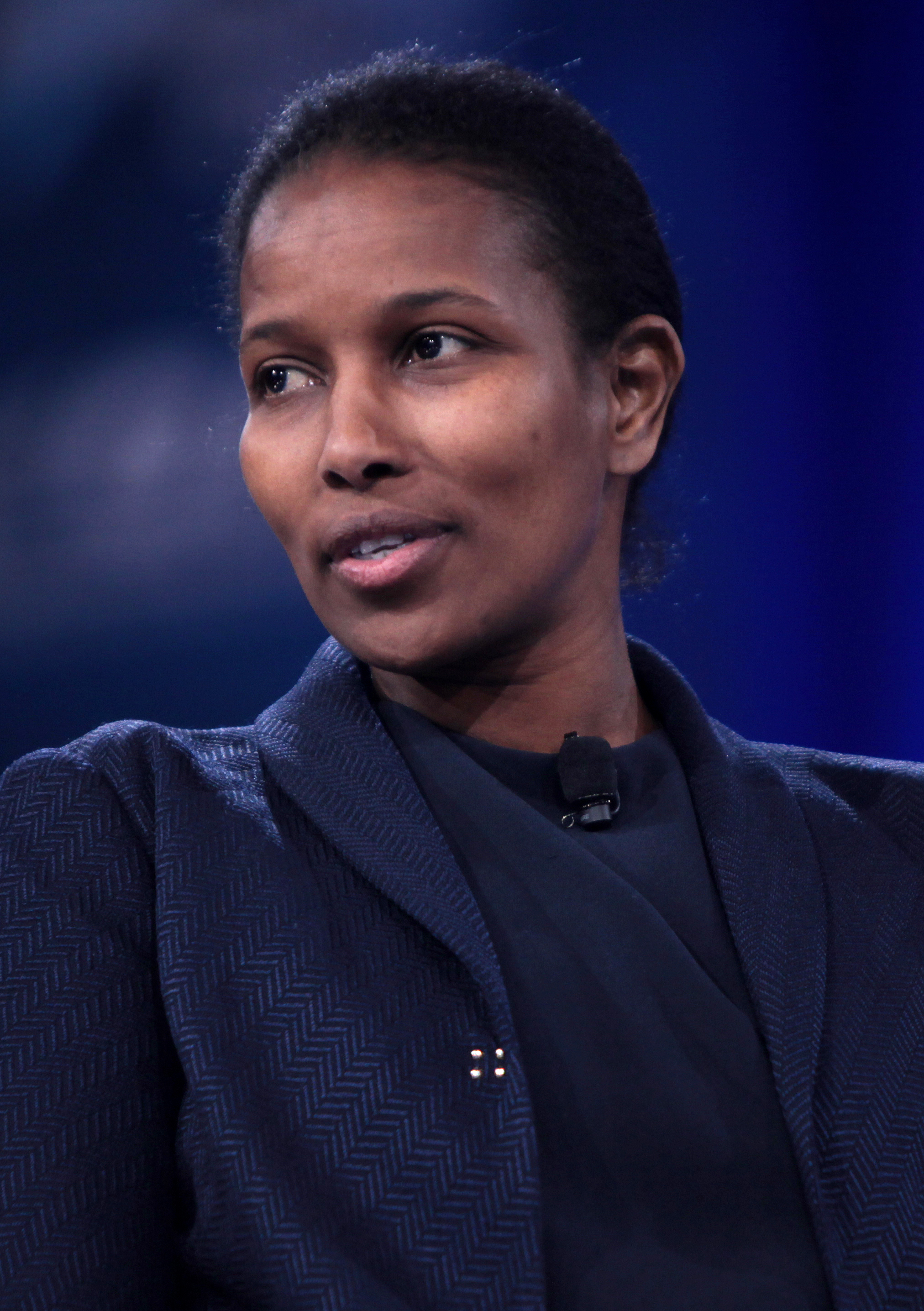
Ayaan Hirsi Ali (* 1969)

- Hirsi, Haji Dirie (1905–1976), somalischer Geschäftsmann, Politiker und Reformer
- Hirsi, Isra (* 2003), US-amerikanische Umweltaktivistin
- Hirsig, Horst (1929–2019), deutscher Maler
- Hirsig, Leah (1883–1975), Partnerin von Aleister Crowley
- Hirsig, Stefan (* 1966), deutscher Maler
- Hirsiger, Madeleine (* 1947), Schweizer Filmjournalistin, TV-Moderatorin und Filmkritikerin
- Hirsinger, Hauke (* 1975), deutscher Journalist, Historiker, Autor, Schauspieler und Sänger

#### Hirsl
- Hiršl, Karel (1922–1945), tschechoslowakischer Student und Widerstandskämpfer

#### Hirso
- Hirson, Alice (1929–2025), US-amerikanische Schauspielerin
- Hirson, Chris (* 1956), amerikanischer Saxophonist und Flötist des Modern Jazz
- Hirson, Roger O. (1926–2019), US-amerikanischer Drehbuch- und Theaterautor
- Hirsoux, Axel (* 1982), belgischer Popsänger

#### Hirst
- Hirst, Arthur Stanley (1883–1930), britischer Arachnologe
- Hirst, Claude Raguet (1855–1942), US-amerikanische Malerin
- Hirst, Damien (* 1965), britischer KünstlerDamien Hirst (* 1965)

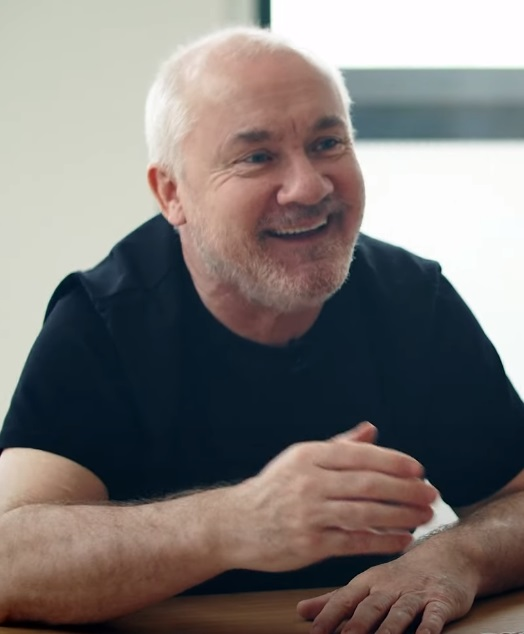
Damien Hirst (* 1965)

- Hirst, David (* 1967), englischer Fußballspieler
- Hirst, Edmund (1898–1975), britischer Chemiker
- Hirst, Emily (* 1993), kanadische Schauspielerin
- Hirst, George K. (1909–1994), US-amerikanischer Virologe
- Hirst, Georgia (* 1994), britische Schauspielerin
- Hirst, Hugo, 1. Baron Hirst (1863–1943), englischer Industrieller
- Hirst, Ivan (1916–2000), britischer Major und Ingenieur
- Hirst, Keegan (* 1988), britischer Rugbyspieler
- Hirst, Keith (1932–2015), englischer Fußballspieler
- Hirst, Maude (* 1988), britische SchauspielerinMaude Hirst (* 1988)

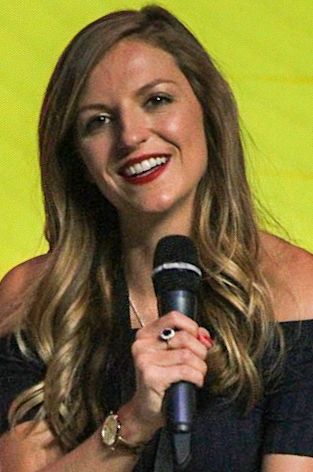
Maude Hirst (* 1988)

- Hirst, Michael (* 1952), britischer Drehbuchautor und Fernsehserien-Produzent
- Hirst, Patricia (1918–1996), britische Turnerin
- Hirst, Paul (1946–2003), britischer Soziologe und Politikwissenschaftler
- Hirst, Thomas Archer (1830–1892), englischer Mathematiker
- Hirstein, William (* 1966), US-amerikanischer Philosoph

#### Hirsz
- Hirszenberg, Samuel (1865–1908), polnischer Maler
- Hirszfeld, Hanna (1884–1964), polnische Wissenschaftlerin, Kinderärztin, Klinikleiterin und Professorin für Pädiatrie
- Hirszfeld, Ludwik (1884–1954), polnischer Mediziner und Immunologe
- Hirszhorn, Samuel (1876–1942), polnischer Journalist, Mitglied des Sejm
- Hirszman, Leon (1937–1987), brasilianischer Regisseur des Cinema Novo
- Hiršzon, Saša (* 1972), kroatischer Tennisspieler
- Hirszowicz, Abraham, polnischer Hoffaktor unter König Stanislaus II. August Poniatowski

### Hirt
- Hirt, Al (1922–1999), US-amerikanischer Trompeter und BandleaderAl Hirt (1922–1999)

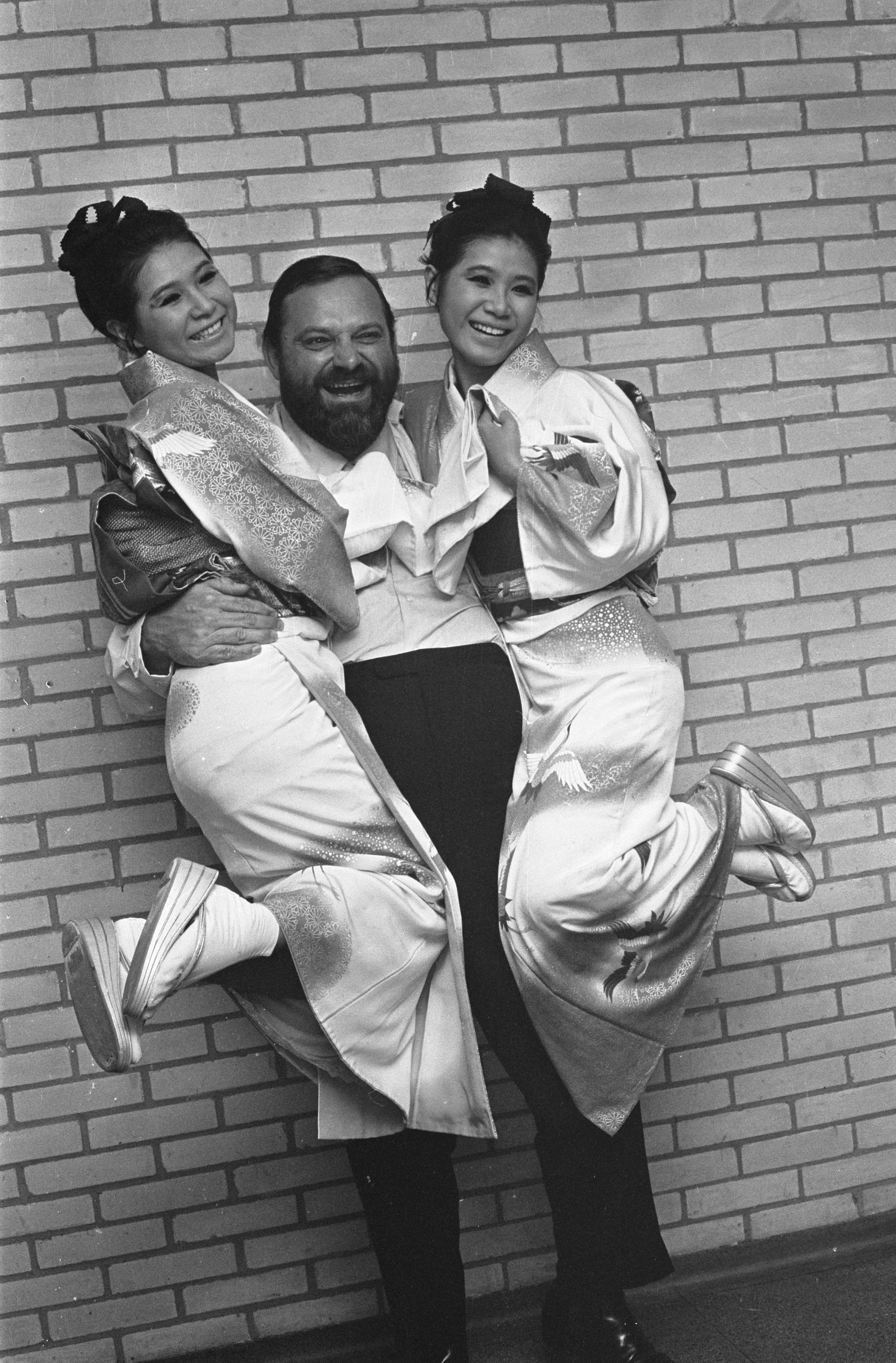
Al Hirt (1922–1999)

- Hirt, Almuth (* 1940), deutsche Richterin am Bayerischen Obersten Landesgericht und Verfassungsrichterin
- Hirt, Aloys (1759–1837), deutscher Archäologe
- Hirt, Arnold (1843–1928), deutscher Verleger, Esperantist
- Hirt, August (1898–1945), deutsch-schweizerischer Anatom, Direktor des Anatomischen Instituts der Reichsuniversität Straßburg
- Hirt, Bernhard (* 1971), deutscher HNO-Arzt und Anatom
- Hirt, Egon (* 1960), deutscher Skirennläufer
- Hirt, Éléonore (1919–2017), schweizerisch-französische Schauspielerin
- Hirt, Erhard (* 1951), deutscher Jazz- und Improvisationsmusiker (Gitarre, Elektronik)
- Hirt, Ferdinand (1810–1879), deutscher Buchhändler und Verleger
- Hirt, Franz (1811–1882), deutscher Richter und Politiker, MdL
- Hirt, Franz Josef (1899–1985), Schweizer Pianist
- Hirt, Friedrich Wilhelm (1721–1772), deutscher Maler
- Hirt, Friedrich Wilhelm (1789–1871), deutscher Glockengießer, letzter Ratsgießmeister der Hansestadt Lübeck
- Hirt, Hassan (* 1980), französischer Leichtathlet
- Hirt, Helmut (* 1958), österreichischer Politiker (SPÖ)
- Hirt, Heribert (* 1956), österreichischer Botaniker und Biochemiker
- Hirt, Hermann (1865–1936), deutscher Indogermanist
- Hirt, Horst, deutscher Journalist und Autor
- Hirt, Ilse (1902–1971), deutsche Bühnen- und Filmschauspielerin
- Hirt, Jan (* 1991), tschechischer Straßenradrennfahrer
- Hirt, Johann Christian (1836–1897), deutscher Bildhauer
- Hirt, Johann Friedrich (1719–1783), deutscher Theologe und Orientalist
- Hirt, Johannes (1859–1917), deutscher Bildhauer
- Hirt, Karl Emerich (1866–1963), österreichischer Schriftsteller, Kunstkritiker und Essayist
- Hirt, Manfred A. (* 1942), Schweizer Bauingenieur
- Hirt, Michael Conrad (1613–1671), deutscher Maler des Barocks
- Hirt, Otto (1839–1918), deutscher Architekt und preußischer Baubeamter
- Hirt, Paul (1898–1951), deutscher Maler
- Hirt, Peter (1910–1992), Schweizer Automobilrennfahrer
- Hirt, Richard (1939–2020), Schweizer Forstwissenschaftler und Hochschullehrer
- Hirt, Susanne (* 1973), deutsche Kanutin
- Hirte, Albert (1833–1898), deutscher Bankier
- Hirte, Christian (* 1976), deutscher Politiker (CDU), MdB
- Hirte, Erich (1904–1996), tschechoslowakischer Politiker (Sudetendeutsche Partei) deutscher Nationalität
- Hirte, Georg (* 1960), deutscher Volkswirt und Regionalökonom
- Hirte, Heribert (* 1958), deutscher Rechtswissenschaftler und Hochschullehrer, MdB
- Hirte, Johannes (1869–1931), deutscher Architekt und Baubeamter
- Hirte, Klaus (1937–2002), deutscher Opernsänger
- Hirte, Michael (* 1964), deutscher MundharmonikaspielerMichael Hirte (* 1964)

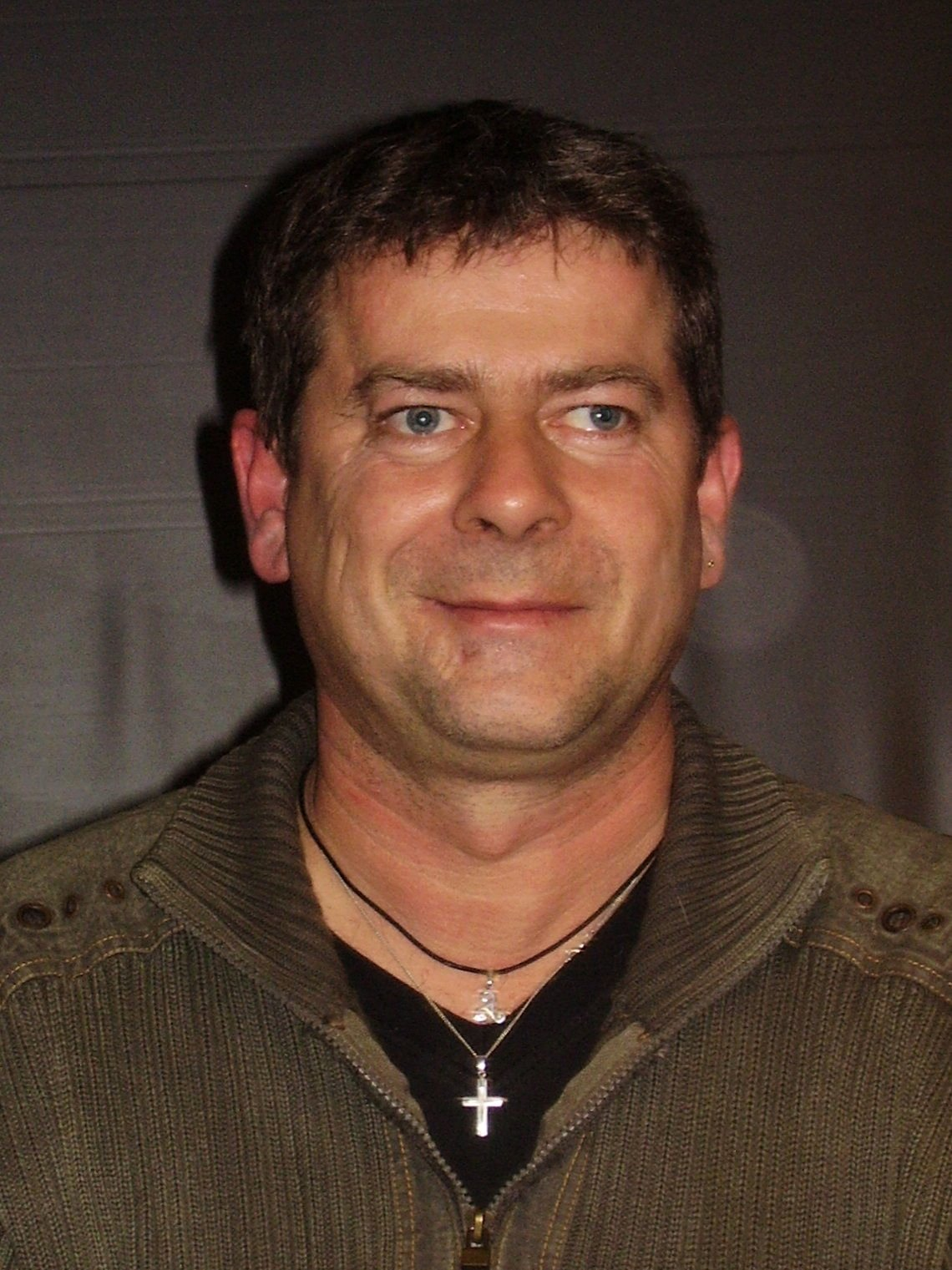
Michael Hirte (* 1964)

- Hirte, Wilhelm (1902–1991), deutscher Gastronom, Weltumsegler, Rekordhalter und Stifter
- Hirte, Wilhelm (1905–1986), deutscher Jurist
- Hirțea, Iuliu (1914–1978), rumänischer Priester, Weihbischof in Großwardein
- Hirtenberg-Pastorius, Joachim von (1611–1681), Mediziner, Historiker, Philosoph und Dichter
- Hirtenfeld, Jaromir (1816–1872), österreich-ungarischer Militärschriftsteller
- Hirter, Hans (* 1948), Schweizer Politikwissenschaftler
- Hirter, Johann (1855–1926), Schweizer Politiker (FDP)
- Hirth du Frênes, Rudolf (1846–1916), deutscher Maler
- Hirth, Albert (1858–1935), deutscher Ingenieur, Erfinder und UnternehmerAlbert Hirth (1858–1935)

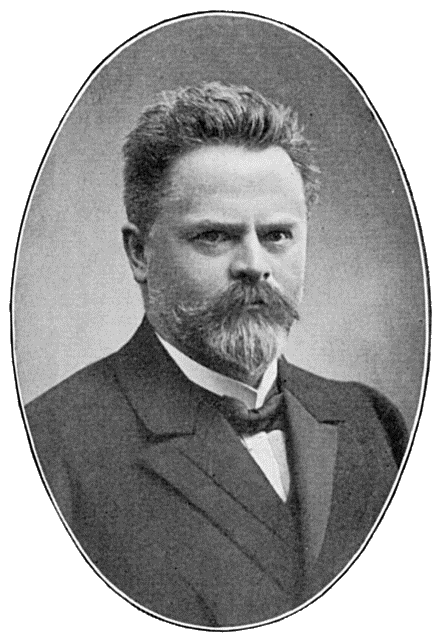
Albert Hirth (1858–1935)

- Hirth, Arthur (1875–1936), deutscher Maler, Zeichner und Verleger
- Hirth, Erich († 1934), deutscher Motorradrennfahrer
- Hirth, Friedrich (1845–1927), deutsch-amerikanischer Sinologe und Historiker
- Hirth, Friedrich (1878–1952), österreichisch-französischer Germanist, Romanist und Komparatist
- Hirth, Georg (1841–1916), deutscher Schriftsteller, Journalist und Verleger
- Hirth, Hellmuth (1886–1938), deutscher Konstrukteur und Flugpionier
- Hirth, Herbert (1884–1976), deutscher Fußballspieler
- Hirth, István (* 1948), ungarischer Radrennfahrer
- Hirth, Jean-Joseph (1854–1931), französischer Geistlicher in Deutsch-Ostafrika
- Hirth, John P. (* 1930), US-amerikanischer Metallurge
- Hirth, Lion (* 1985), deutscher Energieökonom
- Hirth, Ringo (* 1950), deutscher Musiker
- Hirth, Simone (* 1985), deutsche Schriftstellerin
- Hirth, Volker (* 1959), deutscher Radio- und Fernsehmoderator
- Hirth, Waldemar (1884–1963), deutscher Konteradmiral der Reichsmarine
- Hirth, Werner (* 1950), deutscher Kommunalpolitiker (CDU)
- Hirth, Wolf (1900–1959), deutscher SegelfliegerWolf Hirth (1900–1959)

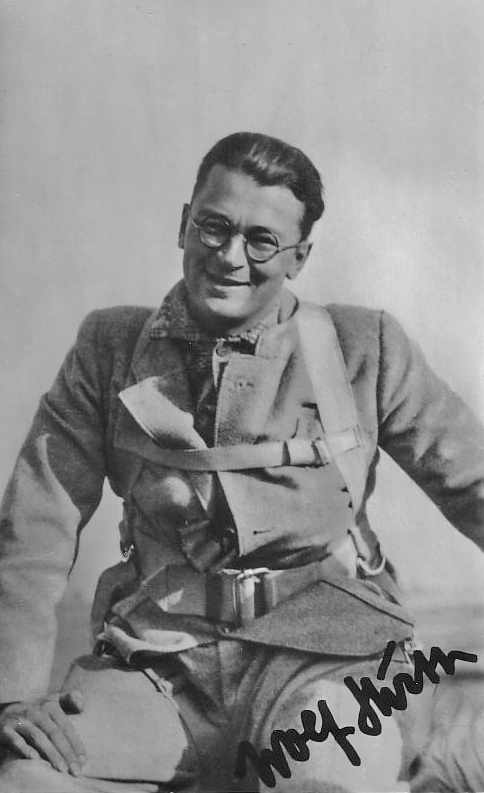
Wolf Hirth (1900–1959)

- Hirthammer, Hans (1901–1963), deutscher Schriftsteller und Redakteur
- Hirthammer, Josef (* 1951), deutscher Maler, Bildhauer und Fotograf
- Hirthe, Martin (1921–1981), deutscher Synchronsprecher und Schauspieler
- Hirthe, Natascha (* 1968), deutsche Schauspielerin
- Hirtius, Aulus († 43 v. Chr.), römischer Politiker und Schriftsteller, Konsul 43 v. Chr.
- Hirtl, Lena (* 1997), österreichische Fußballschiedsrichterassistentin
- Hirtl-Stanggaßinger, Katrin (* 1998), deutsche Skirennläuferin
- Hirtler, Franz (1885–1947), deutscher Lehrer und Schriftsteller
- Hirtler, Markus (* 1969), österreichischer Kabarettist
- Hirtlreiter, Andreas (* 2003), deutscher Fußballspieler
- Hirtreiter, Bernhard (* 1966), deutscher Tenor
- Hirtreiter, Josef (1909–1978), deutscher SS-Scharführer im Vernichtungslager Treblinka
- Hirtreiter, Wolf (1922–2014), deutscher Bildhauer
- Hirtsiefer, Heinrich (1876–1941), deutscher Politiker und NS-VerfolgterHeinrich Hirtsiefer (1876–1941)

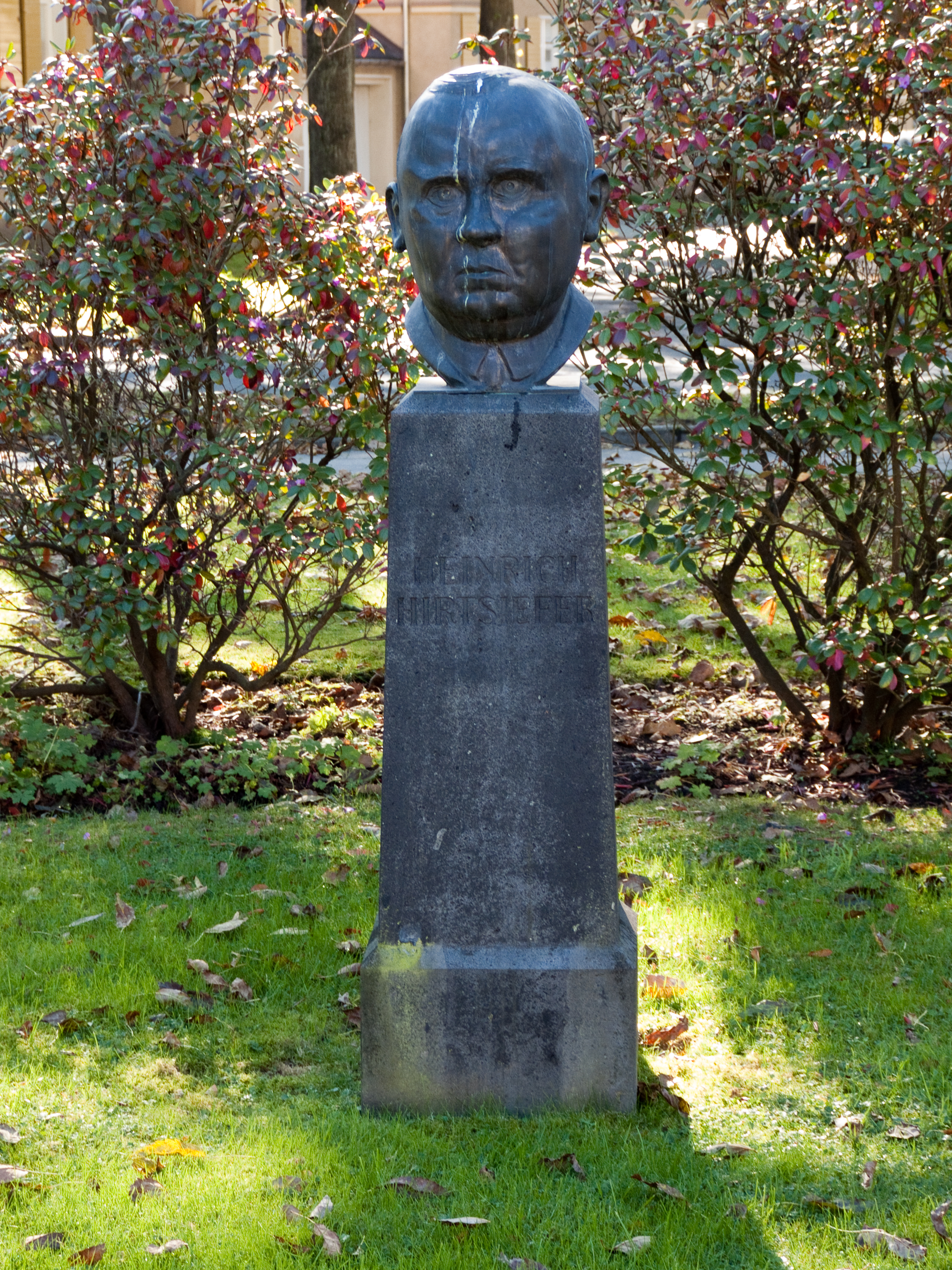
Heinrich Hirtsiefer (1876–1941)

- Hirtz, Arnold (1910–1993), Schweizer Eishockeytorwart
- Hirtz, Dagmar (* 1941), deutsche Filmregisseurin und Filmeditorin
- Hirtz, Hans, deutscher Maler
- Hirtz, Johann († 1495), Kölner Bürgermeister
- Hirtz, Klaus-Peter (* 1945), deutscher Konteradmiral
- Hirtz, Peter (* 1937), deutscher Sportwissenschaftler
- Hirtzbruch, Ulrich (* 1958), deutscher Kirchenmusiker und Hochschullehrer
- Hirtzler, Raoul (1923–2002), jugoslawischer Mediziner
- Hirtzwig, Heinrich († 1635), deutscher Pädagoge und Dramatiker

### Hiru
- Hiruma, Kenpachi (1864–1936), japanischer Mandolinen- und Gitarrenspieler und Musikpädagoge

### Hirv
- Hirv, Alfred (1880–1918), estnischer Maler
- Hirv, Indrek (* 1956), estnischer Lyriker
- Hirvasoja, Jarmo (* 1954), finnischer Eisspeedwayfahrer und Weltmeister
- Hirvi, Juha (* 1960), finnischer Sportschütze
- Hirvi, Laura (* 1980), deutsche Ethnologin, Leiterin des Finnland-Instituts in Deutschland
- Hirvonen, Armas (1896–1972), finnischer Kameramann und Filmemacher mit estnischen Wurzeln
- Hirvonen, Eero (* 1996), finnischer Nordischer Kombinierer
- Hirvonen, Elina (* 1975), finnische Autorin und Regisseurin
- Hirvonen, Heikki (1895–1973), finnischer Skisportler
- Hirvonen, Heta (* 2008), finnische Nordische Kombiniererin und Skispringerin
- Hirvonen, Martti (* 1975), deutsch-finnischer Eishockeytorwart
- Hirvonen, Mikko (* 1980), finnischer RallyefahrerMikko Hirvonen (* 1980)

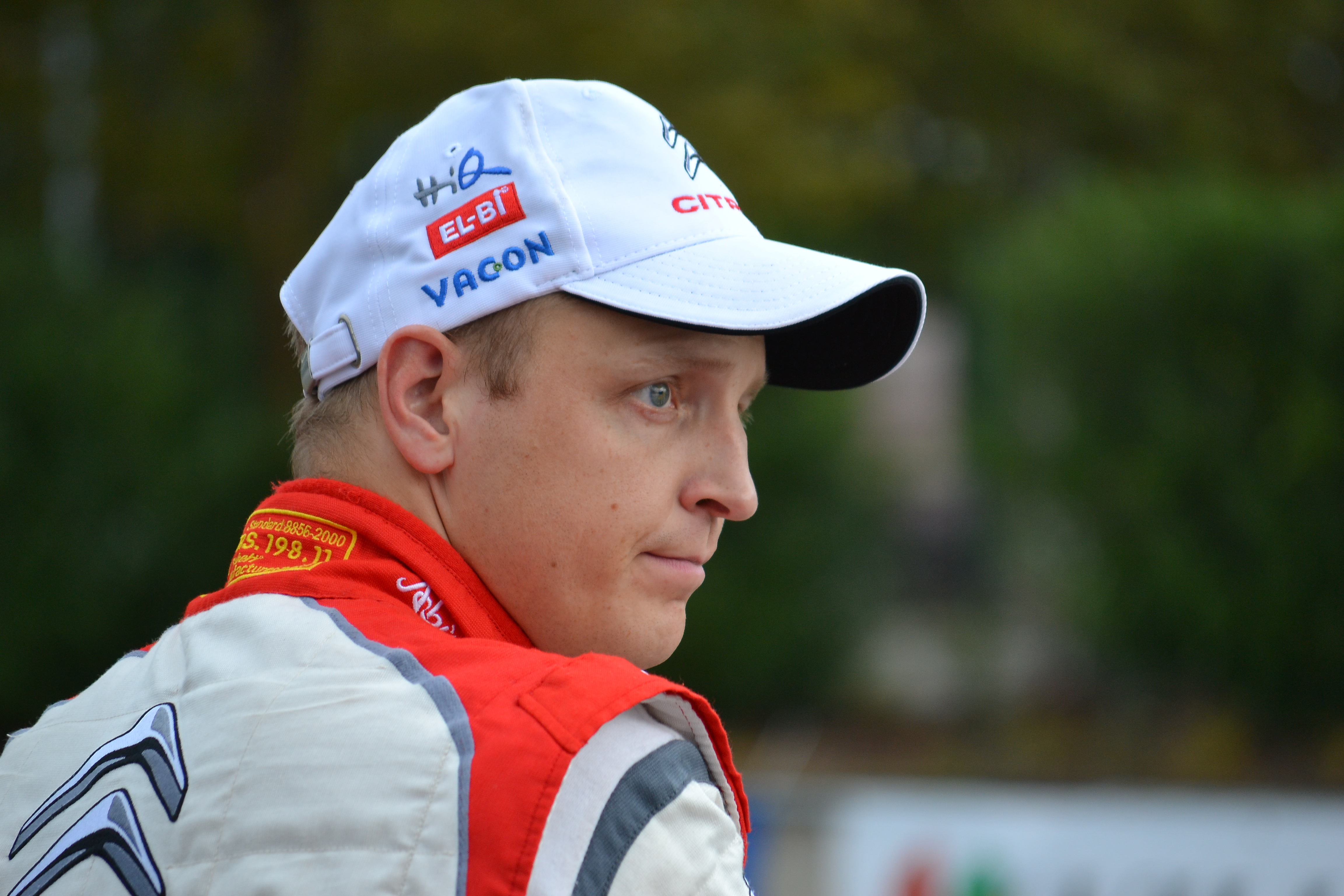
Mikko Hirvonen (* 1980)

- Hirvy, Michel (1900–1966), kanadischer Pianist und Musikpädagoge

### Hirz
- Hirz, Friedrich Wilhelm (* 1896), deutscher Verwaltungsbeamter, deutscher Politiker, MdL
- Hirz, Gottfried (* 1958), Präsident des oberösterreichischen Roten Kreuzes, österreichischer Politiker (Grüne), Landtagsabgeordneter
- Hirz, Heinrich (1887–1959), deutscher Industriemanager
- Hirz, Mario (* 1988), österreichischer Fußballspieler
- Hirz, Michael (* 1952), deutscher Journalist
- Hirzebruch, Friedrich (1927–2012), deutscher MathematikerFriedrich Hirzebruch (1927–2012)

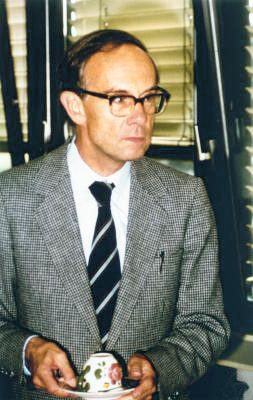
Friedrich Hirzebruch (1927–2012)

- Hirzegger, Ferdinand (* 1976), österreichischer Naturbahnrodler
- Hirzel, Adolf (1809–1898), deutscher Politiker
- Hirzel, Andreas (* 1993), Schweizer Fussballtorhüter
- Hirzel, Bernhard (1807–1847), reformierter Theologe und Orientalist
- Hirzel, Brigitte (* 1965), Schweizer Tischtennisspielerin und -funktionärin
- Hirzel, Caspar (1785–1823), Schweizer Romanist und Grammatiker
- Hirzel, Christoph Heinrich (1828–1908), schweizerisch-deutscher Chemiker, Buchautor, Erfinder, Hochschullehrer und Unternehmer
- Hirzel, Conrad Melchior (1793–1843), Schweizer Jurist und Politiker
- Hirzel, Fritz (* 1945), Schweizer Journalist und Schriftsteller
- Hirzel, Hans (1924–2006), deutscher Politiker (CDU, REP), Mitglied der Weißen Rose
- Hirzel, Hans Caspar (1617–1691), Zürcher Tuchhändler, Bürgermeister und Diplomat
- Hirzel, Hans Caspar (1725–1803), Schweizer Arzt und Schriftsteller
- Hirzel, Hans Caspar (1751–1817), Schweizer Arzt und Politiker
- Hirzel, Heinrich (1766–1833), Schweizer reformierter Geistlicher, Schriftsteller und Hochschullehrer
- Hirzel, Heinrich (1818–1871), Schweizer reformierter Geistlicher
- Hirzel, Hermann († 1480), Schweizer Benediktinermönch, Abt des Klosters Muri
- Hirzel, Hermann (1864–1939), Schweizer Apotheker und Maler
- Hirzel, Johann Christian (1778–1834), württembergischer Oberamtmann
- Hirzel, Johann Ludwig (1717–1794), schweizerischer Generalleutnant in holländischen Diensten und Oberst eines Zürcher Standesregiments
- Hirzel, Karl (1808–1874), deutscher klassischer Philologe
- Hirzel, Ludwig (1801–1841), Schweizer reformierter Theologe, Geistlicher und Hochschullehrer
- Hirzel, Ludwig (1838–1897), Schweizer Literaturhistoriker
- Hirzel, Martin (* 1970), Schweizer Manager und Funktionär
- Hirzel, Max (1888–1957), Schweizer Opernsänger (Tenor)
- Hirzel, Melitta (1888–1976), Schweizer Gesangspädagogin
- Hirzel, Rudolf (1846–1917), deutscher Altphilologe
- Hirzel, Salomon (1580–1652), Schweizer Kaufmann, Politiker und Diplomat
- Hirzel, Salomon (1672–1755), Schweizer General
- Hirzel, Salomon (1727–1818), Schweizer Politiker und Historiker
- Hirzel, Salomon (1790–1844), eidgenössischer Oberst und Commandant der Artillerie des Kantons Zürich und Zeughaus Direktor in der Stadt Zürich
- Hirzel, Salomon (1804–1877), Schweizer Verleger
- Hirzel, Stephan (1899–1970), deutscher Architekt, Grafiker, Hochschullehrer
- Hirzel, Susanne (1921–2012), deutsche Widerstandskämpferin, Mitglied der Widerstandsbewegung Weiße Rose
- Hirzel, Susette (1769–1858), Schweizer Malerin
- Hirzel, Ueli (* 1949), Schweizer Zirkuskünstler, Zirkusdirektor, Zirkusproduzent und Zirkuspionier
- Hirzel, Walter (1881–1943), deutscher Politiker und Verwaltungsjurist
- Hirzel-Langenhan, Anna (1874–1951), Schweizer Pianistin und Klavierpädagogin
- Hirzenberger, Hakon (* 1966), österreichischer Schauspieler
- Hirzer, Ferenc (1902–1957), ungarischer Fußballspieler und -trainer
- Hirzinger, Gerhard (* 1945), deutscher Ingenieur und Professor der Mechanik und Robotik